# Qiyu Zhou
Qiyu Zhou (en mandarin : 周齐宇; née le 6 janvier 2000 à Jingzhou, en Chine), également connue sous le nom de Nemo Zhou, ainsi que de son alias en ligne akaNemsko, est une joueuse d'échecs canadienne d'origine chinoise,
Grand maître international féminin (GMF) depuis 2017 et streameuse sur Twitch, elle obtient le titre de championne du monde dans la catégorie des filles de moins de 14 ans en 2014. Qiyu Zhou a vécu dans plusieurs pays, et joué dans les compétitions nationales de différents pays. Elle est ainsi championne d'échecs de Finlande, puis championne du Canada, dans sa catégorie d'âge. Première Canadienne à remporter le titre de Grand maître international féminin, elle a fait brièvement partie du top 100 mondial des meilleures joueuses (elle fut classée à la centième place en 2016). Elle joue en sélection nationale sous les couleurs du Canada lors des olympiades d'échecs, depuis 2014.

## Débuts
Qiyu Zhou est née le 6 janvier 2000 de Changrong Yu et Jiehan Zhou à Jingzhou, en Chine,,. Sa mère est titulaire d'un doctorat en linguistique anglaise et son père d'un doctorat en génie informatique. Elle commence à jouer aux échecs à l'âge de trois ans alors qu'elle vivait à Antibes dans le sud de la France, où son père travaillait à l'Institut français de recherche en informatique et en automatique. 
Qiyu Zhou commence à jouer aux échecs en France à l'âge de trois ans. Elle s'est intéressée au jeu simplement après avoir vu un jeu d'échecs en marchant dans la rue. Elle rejoint un club d'échecs, où sa maîtrise des échecs est reconnue alors qu'elle n'avait qu'un mois d'expérience dans le jeu, et qu'elle est déjà capable de l'emporter contre des garçons de 10 ans.
La famille de Qiyu Zhou part pour la Finlande en 2004, lorsque son père commence à travailler au Centre de recherche technique VTT de Finlande et à l'Université d'Oulu,. À Oulu, la jeune fille rejoint le club d'échecs Shakki-77 où elle est désormais entrainée par Jouni Tolonen. Un an plus tard, elle devient la plus jeune championne nationale d'échecs de l'histoire du championnat de Finlande en remportant la catégorie mixte des moins de 10 ans alors qu'elle n'en a que cinq. Cette réalisation est largement diffusée dans les médias finlandais et conduit à la publication de son histoire dans un manuel national pour les élèves du primaire. Qiyu Zhou remporte ce même titre de championne des moins de 10 ans pendant quatre ans consécutifs de 2007 à 2010,,. Elle réalise en plus la performance de remporter le championnat de Finlande féminin général en 2010 à l'âge de 10 ans.
Lorsque sa famille s'installe en Finlande, puis au Canada, Qiyu continue son apprentissage dans ces pays. Elle acquiert une renommée nationale en Finlande en devenant la plus jeune championne d'échecs nationale finlandaise après avoir remporté le championnat mixte dans la catégorie des moins de 10 ans alors qu'elle n'a que cinq ans. En 2008, âgée de huit ans, elle joue sous le drapeau finlandais, et devient vice-championne du monde dans la catégorie des filles de moins de 8 ans. Elle termine ensuite à la première place dans la catégorie des filles de moins de 10 ans du championnat de Finlande en 2010.

## Carrière échiquéenne

### 2008 à 2011
Le titre de championne de Finlande dans la catégorie des moins de 10 ans, permet à Qiyu Zhou de se qualifier à plusieurs reprises pour le championnat du monde d'échecs junior. Elle joue dans la catégorie des filles de moins de 10 ans en 2005, pour un score final de 4½/11. Elle a également l'occasion de rencontrer Hou Yifan, très forte joueuse chinoise et future championne du monde, qu'elle considère comme son plus grand modèle aux échecs.
Lors des éditions suivantes du championnat du monde de la jeunesse, elle change de catégorie pour celle, plus adaptée à son âge, des filles de moins de 8 ans. La première édition qu'elle joue dans cette nouvelle catégorie se déroule à Vung Tàu, au Vietnam. Désormais entrainée par Kalle Kiik, elle remporte une médaille d'argent avec 8,5 points sur 11 possibles, terminant derrière Zhansaya Abdumalik (10/11 pts). Elle obtient son premier classement FIDE en janvier 2011, après le championnat du monde de la jeunesse de 2010.

### 2011-2015: championne du monde des moins de 14 ans
À l'âge de 11 ans, elle déménage avec sa famille à Ottawa, au Canada, ce qui entraine un changement de fédération nationale de la Finlande vers le Canada.
Qiyu Zhou change de fédération en 2011. Elle joue pour le Canada à partir de cette date. Très rapidement, elle se fait remarquer dans la sphère échiquéenne. Elle est sacrée championne du Canada d'échecs dans la catégorie des filles de moins de 12 ans en 2012, et dans celle des moins de 14 ans en 2013, alors qu'elle a 13 ans. Qiyu Zhou remporte ensuite le championnat féminin du Canada en 2016. Âgée de seulement 16 ans, elle remporte cette fois le championnat général, et non une catégorie d'âge.
Son plus grand triomphe dans sa jeunesse est de remporter la catégorie des filles de moins de 14 ans du championnat du monde d'échecs en 2014. Qiyu Zhou valide le titre de Grand maître international féminin en 2016 en réalisant les normes nécessaires lors de trois tournois consécutifs, dont deux à Kecskemét, en Hongrie, où elle avait également gagné 300 points de classement en deux tournois un an plus tôt. Sa meilleure victoire en partie classée s'est faite contre Toms Kantāns, un Maître International (MI) classé 2 496 au moment de la partie.
Au Canada, Qiyu Zhou joue de plus en plus avec les adultes. Elle réalise de bonnes performances à l'open de Montréal en 2011 et au championnat du monde de la jeunesse la même année, qui lui ont valu chacun 50 points Elo,. Elle termine l'année avec un classement de 1782. Son classement continue d'augmenter les années suivantes, franchissant pour la première fois la barre des 1900 Elo en juillet 2013, un mois après une bonne performance à l'open de Gatineau. Elle est aussi remarquée dans les compétitions entre jeunes, remportant le championnat du Canada dans la catégorie des filles de moins de 12 ans en 2012 et dans la catégorie des filles de moins de 14 ans en 2013.
Qiyu Zhou enregistre un bond de près de 200 points en 2014. Bien que classée 2029 en juillet, elle marque 3,5/4pts  à l’Omnium de l’Est de l’Ontario contre quatre adversaires également entre 2000 et 2100, ce qui lui permet d’augmenter son classement Elo de 64 points. Vers la fin de l’année 2014, elle produit son meilleur résultat en remportant la médaille d’or au championnat du monde de la jeunesse, dans la catégorie des filles de moins de 14 ans. Dans cette compétition qui se déroule à Durban, en Afrique du Sud, elle termine avec 8,5 points sur 11 possibles, à égalité avec Oliwia Kiołbasa, seule autre joueuse invaincue de la catégorie. Elle remporte le titre grâce à un départage favorable, au Buchhlotz. Son classement le plus élevé au cours de l’année est 2157.
Qiyu Zhou connait plusieurs hausses et baisses de son classement en 2015. Après une baisse de 90 points pour clôturer l’année 2014, elle récupère immédiatement tous les points qu’elle a perdu le mois suivant lors d’un tournoi de maîtres internationaux à Kecskemét, en Hongrie. Elle a un score de 50 % face à des adversaires d’une moyenne Elo de 2302. Elle perd ensuite 99. Lors de l’open de Reykjavik, en Islande, et en regagne 75 lors de deux tournois indépendants au Canada, au mois de mai. Précisément à la fin de ce mois, elle remporte le championnat d’échecs nord-américain de la jeunesse dans la catégorie des filles de moins de 18 ans, qui se déroule à Toluca, au Mexique. Elle remporte à cette occasion le titre de maître international féminin (MIF),. Après une autre forte baisse de son classement Elo lors du championnat nord-américain dans la catégorie des filles de moins de 20 ans, elle retourne en août à Kecskemét pour y disputer deux autres tournois,. Elle gagne un total de 300 points Elo sur ces deux tournois, ce qui lui permet de dépasser pour la première fois la barre des 2300 Elo avec un classement de 2328.

### 2016-2021: titre de grand maître international féminin
En 2016, Qiyu Zhou reçoit le titre de maître FIDE (MF) et réalise des normes de grand maître international féminin (GMF). Ce titre lui sera accordé l’année suivante,. Elle est la première canadienne à remporter chacun de ces titres. Lors du Stockholm Chess Challenge qui se déroule au mois de mars dans la capitale suédoise, elle remporte une partie lors de la dernière ronde contre Toms Kantāns, maître international alors classé 2496 Elo,. Il est l'adversaire le mieux classé qu'elle ait battu jusqu'alors. Plus tard dans l’année, elle réalise les trois normes nécessaires à l’obtention du titre de grand maître international féminin lors de plusieurs tournois qui se déroulent à partir du mois de juillet. Le premier de ces tournois se déroule à Kecskemet, en Hongrie, la même où elle avait réalisé des bons scores les années précédentes. Elle termine sur un score de 7,5/10 lors du tournoi de maîtres internationaux. Elle se rend ensuite à Novi Sad, en Serbie, pour disputer le tournoi de maîtres internationaux Riblje Ostro 3 où elle obtient un score de sept points sur neuf possibles, soit un demi-point de plus que nécessaire pour obtenir la norme internationale. Elle retourne ensuite à Kecskemet pour disputer un tournoi de grands maîtres internationaux, toujours en juillet 2016. Elle réalise cette fois un score de 7/10 pts. À la fin du mois, elle est classée 2367 Elo, ce qui constitue le meilleur classement de sa carrière jusque-là.
Qiyu Zhou entre alors parmi les 100 meilleures joueuses au monde au classement Elo et elle est l’une des 10 meilleures filles au monde. Plus précisément, elle est exactement à la centième place chez les femmes et exactement à la 10e place chez les filles,. Pour terminer cette année, elle participe au championnat du Canada d’échecs et le remporte. Cette victoire la qualifie d’office au championnat du monde d’échecs féminins qui se déroulent l’année suivante.
À partir de l’année 2017, Qiyu Zhou réduit sa participation aux tournois d’échecs afin de se concentrer sur ses études universitaires. Elle participe toutefois au championnat du monde d’échecs féminin qui se déroule cette année-là. Au départ, elle est 54e au classement Elo parmi soixante-quatre compétitrices. Elle affronte au premier tour la Russe Natalia Pogonina, qui l’élimine sur le score de1,5 à 0,5. En effet, elle parvient à faire match nul au premier match avec les noirs, mais perd le deuxième match avec les blancs,. À la fin de l’année, elle n’arrive pas à défendre son titre national et doit le céder à Maïli-Jade Ouellet : elle termine derrière elle à un demi-point près.

## Compétitions par équipes

### Olympiades
Qiyu Zhou joue pour le Canada lors des compétitions internationales par équipe depuis 2014. Elle fait ses débuts lors de l’olympiade féminine d’échecs à Tromso, en Norvège, en occupant le quatrième échiquier derrière Yuanling Yuan, Natalia Khoudgarian et Alexandra Botez. Elle marque 6,5/9 points, alors que le Canada termine 41e sur 136. Plus tard dans l’année, elle participe aussi à l’olympiade d’échecs des moins de 16 ans qui se déroule à Györ, en Hongrie. Occupant l’échiquier de réserve, elle fait une contre-performance en ne marquant que 2,5/6 pts. Son équipe réalise une meilleure performance qu’elle en parvenant à se hisser à la cinquième place du classement général. Lors des olympiades d’échecs de 2016 en Azerbaïdjan, le Canada se classe 39e sur 139 équipes. Qiyu Zhou joue alors au premier échiquier devant Yuan, Botez et Lali Agbabishvili mais elle réalise une mauvaise performance qui lui fait perdre 60 points Elo. Lors des olympiades de 2018, elle réalise une meilleure performance alors que son équipe se classe 38e sur 150 participantes. Elle occupe alors le deuxième échiquier, derrière Agniszka Matras-Clément et devant Maïli-Jade Ouellet et Svitlana Demchenko.

### Équipes universitaires
Qiyu Zhou est membre de l’équipe d’échecs de l’université de Toronto. Elle représente son université au Ivy League Challenge qui se déroule en 2018 et 2019 à Toronto, au Hat House Chess Club. Les deux années, le tournoi consiste en l’affrontement de deux équipes de l’université de Toronto et d’une équipe de chacune des quatre autres universités des États-Unis. Qiyu Zhou joue pour l’équipe B en 2018 et pour l’équipe A de son université en 2019. Elle réalise des performances positives,. Son équipe remporte d’ailleurs l’épreuve en 2019 en réalisant un score parfait de cinq victoires en cinq matchs,.

## Style de jeu
Qiyu Zhou a une forte préférence pour 1.e4 (début du pion-roi). À ses débuts, elle privilégiait la partie écossaise (1.e4 e5 2. Cf3 Cc6 3.d4), avant de passer principalement à la partie espagnole (1.e4 e5 2. Cf3 Cc6 3. Fb5; également connu sous le nom de Ruy Lopez). Elle apprécie la variété des différentes lignes avec cette ouverture.

## Activités de streaming
Zhou démarre une chaîne Twitch en 2020, avec le pseudo akaNemsko. Elle y diffuse des parties échecs en collaboration avec d'autres streamers de chess.com et diffuse également d'autres jeux en tant que streamer de variété. Lorsqu'elle signe avec Counter Logic Gaming, elle devient la première joueuse d'échecs à signer avec une organisation eSport.
Qiyu Zhou commence à diffuser sur la chaîne Twitch Botez Live avec les joueuses d'échecs canadiennes Alexandra et Andrea Botez en mars 2020 avant de lancer sa propre chaîne, aka Nemsko, en juin 2020,.
Elle diffuse également sur Chess.com et continue de collaborer avec les sœurs Botez ainsi que d’autres streamers de Chess.com comme Hikaru Nakamura et Levy Rozman,. Elle commente également des matchs et encadre des participants aux PogChamps, une série de tournois organisés depuis 2020 par Chess.com pour les streamers dont le jeu d’échecs n’est pas la spécialité à l’origine. Elle réunit plus de 100 000 abonnés à sa chaîne Twitch moins d’un an après son lancement. L’énorme croissance de sa chaîne tire en partie son origine d’un regain d’intérêt pour les échecs en ligne lors de la pandémie de Covid-19 et à la série Netflix, Le Jeu de la dame,.
Elle est la première streameuse échiquéenne à signer un contrat professionnel avec une grande entreprise de E-sport en rejoignant Counter Logic Gaming en août 2020. De nombreux autres streamers lui emboîte le pas et signe plus tard dans l’année avec d’autres groupes de e-sport, comme Hikaru Nakamura, une semaine après elle. Sur sa chaîne, elle diffuse aussi d’autres jeux que le jeu d’échecs comme League of Legends.
Elle réalise aussi du streaming sur le poker. Elle participera notamment aux 2021 WSOP $1,000 Ladies Championship.

## Vie privée
Qiyu Zhou fréquente l’école secondaire colonel By et le club d’échecs RA Center Chess Club avant d’entrer à l’université. Elle passe une licence à l’université de Toronto avec une double matière majeure, l'économie et la statistique, et en matière mineure les mathématiques. Elle quitte l’université en janvier 2021 pour se concentrer sur le streaming à plein temps. Elle écrit également des articles pour ChessBase. Elle publie également deux DVD via Chessbase, l’un sur la tactique et l’autre sur les ouvertures. En plus de choses échecs, elle a pratiqué le saut à la perche au lycée ainsi que le basket et le badminton. Elle parle également quatre langues : l’anglais, le chinois, le finnois, et le français.
Zhou est surnommée Nemo par ses parents depuis l'âge de trois ans, du fait de son intérêt pour les aquariums. Ce surnom vient du Monde de Nemo de Pixar sorti cette année-là. Un de ses amis du lycée l'a modifié en Nemsko. Elle préfère utiliser Nemo à son prénom. Lorsqu'elle crée son pseudo en ligne, elle choisit aka Nemsko, où "aka" est l'abréviation anglaise pour also known as (également connu en tant que), car les variantes plus simples de Nemo et Nemsko ne sont pas disponibles.

## Exemple de partie
|   | a | b | c | d | e | f | g | h |   |
| 8 | Tour noire sur case blanche a8 · Roi noir sur case blanche e8 · Fou noir sur case noire f8 · Tour noire sur case noire h8 · Fou noir sur case blanche b7 · Dame noire sur case noire c7 · Pion noir sur case blanche f7 · Pion noir sur case noire g7 · Pion noir sur case blanche h7 · Pion noir sur case blanche e6 · Cavalier noir sur case noire f6 · Cavalier noir sur case noire a5 · Cavalier blanc sur case blanche b5 · Pion noir sur case blanche d5 · Pion blanc sur case blanche e4 · Pion blanc sur case noire a3 · Fou blanc sur case noire e3 · Pion blanc sur case blanche f3 · Pion blanc sur case noire b2 · Pion blanc sur case blanche c2 · Fou blanc sur case blanche e2 · Pion blanc sur case blanche g2 · Pion blanc sur case noire h2 · Tour blanche sur case noire a1 · Dame blanche sur case blanche d1 · Tour blanche sur case blanche f1 · Roi blanc sur case blanche h1 | Tour noire sur case blanche a8 · Roi noir sur case blanche e8 · Fou noir sur case noire f8 · Tour noire sur case noire h8 · Fou noir sur case blanche b7 · Dame noire sur case noire c7 · Pion noir sur case blanche f7 · Pion noir sur case noire g7 · Pion noir sur case blanche h7 · Pion noir sur case blanche e6 · Cavalier noir sur case noire f6 · Cavalier noir sur case noire a5 · Cavalier blanc sur case blanche b5 · Pion noir sur case blanche d5 · Pion blanc sur case blanche e4 · Pion blanc sur case noire a3 · Fou blanc sur case noire e3 · Pion blanc sur case blanche f3 · Pion blanc sur case noire b2 · Pion blanc sur case blanche c2 · Fou blanc sur case blanche e2 · Pion blanc sur case blanche g2 · Pion blanc sur case noire h2 · Tour blanche sur case noire a1 · Dame blanche sur case blanche d1 · Tour blanche sur case blanche f1 · Roi blanc sur case blanche h1 | Tour noire sur case blanche a8 · Roi noir sur case blanche e8 · Fou noir sur case noire f8 · Tour noire sur case noire h8 · Fou noir sur case blanche b7 · Dame noire sur case noire c7 · Pion noir sur case blanche f7 · Pion noir sur case noire g7 · Pion noir sur case blanche h7 · Pion noir sur case blanche e6 · Cavalier noir sur case noire f6 · Cavalier noir sur case noire a5 · Cavalier blanc sur case blanche b5 · Pion noir sur case blanche d5 · Pion blanc sur case blanche e4 · Pion blanc sur case noire a3 · Fou blanc sur case noire e3 · Pion blanc sur case blanche f3 · Pion blanc sur case noire b2 · Pion blanc sur case blanche c2 · Fou blanc sur case blanche e2 · Pion blanc sur case blanche g2 · Pion blanc sur case noire h2 · Tour blanche sur case noire a1 · Dame blanche sur case blanche d1 · Tour blanche sur case blanche f1 · Roi blanc sur case blanche h1 | Tour noire sur case blanche a8 · Roi noir sur case blanche e8 · Fou noir sur case noire f8 · Tour noire sur case noire h8 · Fou noir sur case blanche b7 · Dame noire sur case noire c7 · Pion noir sur case blanche f7 · Pion noir sur case noire g7 · Pion noir sur case blanche h7 · Pion noir sur case blanche e6 · Cavalier noir sur case noire f6 · Cavalier noir sur case noire a5 · Cavalier blanc sur case blanche b5 · Pion noir sur case blanche d5 · Pion blanc sur case blanche e4 · Pion blanc sur case noire a3 · Fou blanc sur case noire e3 · Pion blanc sur case blanche f3 · Pion blanc sur case noire b2 · Pion blanc sur case blanche c2 · Fou blanc sur case blanche e2 · Pion blanc sur case blanche g2 · Pion blanc sur case noire h2 · Tour blanche sur case noire a1 · Dame blanche sur case blanche d1 · Tour blanche sur case blanche f1 · Roi blanc sur case blanche h1 | Tour noire sur case blanche a8 · Roi noir sur case blanche e8 · Fou noir sur case noire f8 · Tour noire sur case noire h8 · Fou noir sur case blanche b7 · Dame noire sur case noire c7 · Pion noir sur case blanche f7 · Pion noir sur case noire g7 · Pion noir sur case blanche h7 · Pion noir sur case blanche e6 · Cavalier noir sur case noire f6 · Cavalier noir sur case noire a5 · Cavalier blanc sur case blanche b5 · Pion noir sur case blanche d5 · Pion blanc sur case blanche e4 · Pion blanc sur case noire a3 · Fou blanc sur case noire e3 · Pion blanc sur case blanche f3 · Pion blanc sur case noire b2 · Pion blanc sur case blanche c2 · Fou blanc sur case blanche e2 · Pion blanc sur case blanche g2 · Pion blanc sur case noire h2 · Tour blanche sur case noire a1 · Dame blanche sur case blanche d1 · Tour blanche sur case blanche f1 · Roi blanc sur case blanche h1 | Tour noire sur case blanche a8 · Roi noir sur case blanche e8 · Fou noir sur case noire f8 · Tour noire sur case noire h8 · Fou noir sur case blanche b7 · Dame noire sur case noire c7 · Pion noir sur case blanche f7 · Pion noir sur case noire g7 · Pion noir sur case blanche h7 · Pion noir sur case blanche e6 · Cavalier noir sur case noire f6 · Cavalier noir sur case noire a5 · Cavalier blanc sur case blanche b5 · Pion noir sur case blanche d5 · Pion blanc sur case blanche e4 · Pion blanc sur case noire a3 · Fou blanc sur case noire e3 · Pion blanc sur case blanche f3 · Pion blanc sur case noire b2 · Pion blanc sur case blanche c2 · Fou blanc sur case blanche e2 · Pion blanc sur case blanche g2 · Pion blanc sur case noire h2 · Tour blanche sur case noire a1 · Dame blanche sur case blanche d1 · Tour blanche sur case blanche f1 · Roi blanc sur case blanche h1 | Tour noire sur case blanche a8 · Roi noir sur case blanche e8 · Fou noir sur case noire f8 · Tour noire sur case noire h8 · Fou noir sur case blanche b7 · Dame noire sur case noire c7 · Pion noir sur case blanche f7 · Pion noir sur case noire g7 · Pion noir sur case blanche h7 · Pion noir sur case blanche e6 · Cavalier noir sur case noire f6 · Cavalier noir sur case noire a5 · Cavalier blanc sur case blanche b5 · Pion noir sur case blanche d5 · Pion blanc sur case blanche e4 · Pion blanc sur case noire a3 · Fou blanc sur case noire e3 · Pion blanc sur case blanche f3 · Pion blanc sur case noire b2 · Pion blanc sur case blanche c2 · Fou blanc sur case blanche e2 · Pion blanc sur case blanche g2 · Pion blanc sur case noire h2 · Tour blanche sur case noire a1 · Dame blanche sur case blanche d1 · Tour blanche sur case blanche f1 · Roi blanc sur case blanche h1 | Tour noire sur case blanche a8 · Roi noir sur case blanche e8 · Fou noir sur case noire f8 · Tour noire sur case noire h8 · Fou noir sur case blanche b7 · Dame noire sur case noire c7 · Pion noir sur case blanche f7 · Pion noir sur case noire g7 · Pion noir sur case blanche h7 · Pion noir sur case blanche e6 · Cavalier noir sur case noire f6 · Cavalier noir sur case noire a5 · Cavalier blanc sur case blanche b5 · Pion noir sur case blanche d5 · Pion blanc sur case blanche e4 · Pion blanc sur case noire a3 · Fou blanc sur case noire e3 · Pion blanc sur case blanche f3 · Pion blanc sur case noire b2 · Pion blanc sur case blanche c2 · Fou blanc sur case blanche e2 · Pion blanc sur case blanche g2 · Pion blanc sur case noire h2 · Tour blanche sur case noire a1 · Dame blanche sur case blanche d1 · Tour blanche sur case blanche f1 · Roi blanc sur case blanche h1 | 8 |
| 7 | Tour noire sur case blanche a8 · Roi noir sur case blanche e8 · Fou noir sur case noire f8 · Tour noire sur case noire h8 · Fou noir sur case blanche b7 · Dame noire sur case noire c7 · Pion noir sur case blanche f7 · Pion noir sur case noire g7 · Pion noir sur case blanche h7 · Pion noir sur case blanche e6 · Cavalier noir sur case noire f6 · Cavalier noir sur case noire a5 · Cavalier blanc sur case blanche b5 · Pion noir sur case blanche d5 · Pion blanc sur case blanche e4 · Pion blanc sur case noire a3 · Fou blanc sur case noire e3 · Pion blanc sur case blanche f3 · Pion blanc sur case noire b2 · Pion blanc sur case blanche c2 · Fou blanc sur case blanche e2 · Pion blanc sur case blanche g2 · Pion blanc sur case noire h2 · Tour blanche sur case noire a1 · Dame blanche sur case blanche d1 · Tour blanche sur case blanche f1 · Roi blanc sur case blanche h1 | Tour noire sur case blanche a8 · Roi noir sur case blanche e8 · Fou noir sur case noire f8 · Tour noire sur case noire h8 · Fou noir sur case blanche b7 · Dame noire sur case noire c7 · Pion noir sur case blanche f7 · Pion noir sur case noire g7 · Pion noir sur case blanche h7 · Pion noir sur case blanche e6 · Cavalier noir sur case noire f6 · Cavalier noir sur case noire a5 · Cavalier blanc sur case blanche b5 · Pion noir sur case blanche d5 · Pion blanc sur case blanche e4 · Pion blanc sur case noire a3 · Fou blanc sur case noire e3 · Pion blanc sur case blanche f3 · Pion blanc sur case noire b2 · Pion blanc sur case blanche c2 · Fou blanc sur case blanche e2 · Pion blanc sur case blanche g2 · Pion blanc sur case noire h2 · Tour blanche sur case noire a1 · Dame blanche sur case blanche d1 · Tour blanche sur case blanche f1 · Roi blanc sur case blanche h1 | Tour noire sur case blanche a8 · Roi noir sur case blanche e8 · Fou noir sur case noire f8 · Tour noire sur case noire h8 · Fou noir sur case blanche b7 · Dame noire sur case noire c7 · Pion noir sur case blanche f7 · Pion noir sur case noire g7 · Pion noir sur case blanche h7 · Pion noir sur case blanche e6 · Cavalier noir sur case noire f6 · Cavalier noir sur case noire a5 · Cavalier blanc sur case blanche b5 · Pion noir sur case blanche d5 · Pion blanc sur case blanche e4 · Pion blanc sur case noire a3 · Fou blanc sur case noire e3 · Pion blanc sur case blanche f3 · Pion blanc sur case noire b2 · Pion blanc sur case blanche c2 · Fou blanc sur case blanche e2 · Pion blanc sur case blanche g2 · Pion blanc sur case noire h2 · Tour blanche sur case noire a1 · Dame blanche sur case blanche d1 · Tour blanche sur case blanche f1 · Roi blanc sur case blanche h1 | Tour noire sur case blanche a8 · Roi noir sur case blanche e8 · Fou noir sur case noire f8 · Tour noire sur case noire h8 · Fou noir sur case blanche b7 · Dame noire sur case noire c7 · Pion noir sur case blanche f7 · Pion noir sur case noire g7 · Pion noir sur case blanche h7 · Pion noir sur case blanche e6 · Cavalier noir sur case noire f6 · Cavalier noir sur case noire a5 · Cavalier blanc sur case blanche b5 · Pion noir sur case blanche d5 · Pion blanc sur case blanche e4 · Pion blanc sur case noire a3 · Fou blanc sur case noire e3 · Pion blanc sur case blanche f3 · Pion blanc sur case noire b2 · Pion blanc sur case blanche c2 · Fou blanc sur case blanche e2 · Pion blanc sur case blanche g2 · Pion blanc sur case noire h2 · Tour blanche sur case noire a1 · Dame blanche sur case blanche d1 · Tour blanche sur case blanche f1 · Roi blanc sur case blanche h1 | Tour noire sur case blanche a8 · Roi noir sur case blanche e8 · Fou noir sur case noire f8 · Tour noire sur case noire h8 · Fou noir sur case blanche b7 · Dame noire sur case noire c7 · Pion noir sur case blanche f7 · Pion noir sur case noire g7 · Pion noir sur case blanche h7 · Pion noir sur case blanche e6 · Cavalier noir sur case noire f6 · Cavalier noir sur case noire a5 · Cavalier blanc sur case blanche b5 · Pion noir sur case blanche d5 · Pion blanc sur case blanche e4 · Pion blanc sur case noire a3 · Fou blanc sur case noire e3 · Pion blanc sur case blanche f3 · Pion blanc sur case noire b2 · Pion blanc sur case blanche c2 · Fou blanc sur case blanche e2 · Pion blanc sur case blanche g2 · Pion blanc sur case noire h2 · Tour blanche sur case noire a1 · Dame blanche sur case blanche d1 · Tour blanche sur case blanche f1 · Roi blanc sur case blanche h1 | Tour noire sur case blanche a8 · Roi noir sur case blanche e8 · Fou noir sur case noire f8 · Tour noire sur case noire h8 · Fou noir sur case blanche b7 · Dame noire sur case noire c7 · Pion noir sur case blanche f7 · Pion noir sur case noire g7 · Pion noir sur case blanche h7 · Pion noir sur case blanche e6 · Cavalier noir sur case noire f6 · Cavalier noir sur case noire a5 · Cavalier blanc sur case blanche b5 · Pion noir sur case blanche d5 · Pion blanc sur case blanche e4 · Pion blanc sur case noire a3 · Fou blanc sur case noire e3 · Pion blanc sur case blanche f3 · Pion blanc sur case noire b2 · Pion blanc sur case blanche c2 · Fou blanc sur case blanche e2 · Pion blanc sur case blanche g2 · Pion blanc sur case noire h2 · Tour blanche sur case noire a1 · Dame blanche sur case blanche d1 · Tour blanche sur case blanche f1 · Roi blanc sur case blanche h1 | Tour noire sur case blanche a8 · Roi noir sur case blanche e8 · Fou noir sur case noire f8 · Tour noire sur case noire h8 · Fou noir sur case blanche b7 · Dame noire sur case noire c7 · Pion noir sur case blanche f7 · Pion noir sur case noire g7 · Pion noir sur case blanche h7 · Pion noir sur case blanche e6 · Cavalier noir sur case noire f6 · Cavalier noir sur case noire a5 · Cavalier blanc sur case blanche b5 · Pion noir sur case blanche d5 · Pion blanc sur case blanche e4 · Pion blanc sur case noire a3 · Fou blanc sur case noire e3 · Pion blanc sur case blanche f3 · Pion blanc sur case noire b2 · Pion blanc sur case blanche c2 · Fou blanc sur case blanche e2 · Pion blanc sur case blanche g2 · Pion blanc sur case noire h2 · Tour blanche sur case noire a1 · Dame blanche sur case blanche d1 · Tour blanche sur case blanche f1 · Roi blanc sur case blanche h1 | Tour noire sur case blanche a8 · Roi noir sur case blanche e8 · Fou noir sur case noire f8 · Tour noire sur case noire h8 · Fou noir sur case blanche b7 · Dame noire sur case noire c7 · Pion noir sur case blanche f7 · Pion noir sur case noire g7 · Pion noir sur case blanche h7 · Pion noir sur case blanche e6 · Cavalier noir sur case noire f6 · Cavalier noir sur case noire a5 · Cavalier blanc sur case blanche b5 · Pion noir sur case blanche d5 · Pion blanc sur case blanche e4 · Pion blanc sur case noire a3 · Fou blanc sur case noire e3 · Pion blanc sur case blanche f3 · Pion blanc sur case noire b2 · Pion blanc sur case blanche c2 · Fou blanc sur case blanche e2 · Pion blanc sur case blanche g2 · Pion blanc sur case noire h2 · Tour blanche sur case noire a1 · Dame blanche sur case blanche d1 · Tour blanche sur case blanche f1 · Roi blanc sur case blanche h1 | 7 |
| 6 | Tour noire sur case blanche a8 · Roi noir sur case blanche e8 · Fou noir sur case noire f8 · Tour noire sur case noire h8 · Fou noir sur case blanche b7 · Dame noire sur case noire c7 · Pion noir sur case blanche f7 · Pion noir sur case noire g7 · Pion noir sur case blanche h7 · Pion noir sur case blanche e6 · Cavalier noir sur case noire f6 · Cavalier noir sur case noire a5 · Cavalier blanc sur case blanche b5 · Pion noir sur case blanche d5 · Pion blanc sur case blanche e4 · Pion blanc sur case noire a3 · Fou blanc sur case noire e3 · Pion blanc sur case blanche f3 · Pion blanc sur case noire b2 · Pion blanc sur case blanche c2 · Fou blanc sur case blanche e2 · Pion blanc sur case blanche g2 · Pion blanc sur case noire h2 · Tour blanche sur case noire a1 · Dame blanche sur case blanche d1 · Tour blanche sur case blanche f1 · Roi blanc sur case blanche h1 | Tour noire sur case blanche a8 · Roi noir sur case blanche e8 · Fou noir sur case noire f8 · Tour noire sur case noire h8 · Fou noir sur case blanche b7 · Dame noire sur case noire c7 · Pion noir sur case blanche f7 · Pion noir sur case noire g7 · Pion noir sur case blanche h7 · Pion noir sur case blanche e6 · Cavalier noir sur case noire f6 · Cavalier noir sur case noire a5 · Cavalier blanc sur case blanche b5 · Pion noir sur case blanche d5 · Pion blanc sur case blanche e4 · Pion blanc sur case noire a3 · Fou blanc sur case noire e3 · Pion blanc sur case blanche f3 · Pion blanc sur case noire b2 · Pion blanc sur case blanche c2 · Fou blanc sur case blanche e2 · Pion blanc sur case blanche g2 · Pion blanc sur case noire h2 · Tour blanche sur case noire a1 · Dame blanche sur case blanche d1 · Tour blanche sur case blanche f1 · Roi blanc sur case blanche h1 | Tour noire sur case blanche a8 · Roi noir sur case blanche e8 · Fou noir sur case noire f8 · Tour noire sur case noire h8 · Fou noir sur case blanche b7 · Dame noire sur case noire c7 · Pion noir sur case blanche f7 · Pion noir sur case noire g7 · Pion noir sur case blanche h7 · Pion noir sur case blanche e6 · Cavalier noir sur case noire f6 · Cavalier noir sur case noire a5 · Cavalier blanc sur case blanche b5 · Pion noir sur case blanche d5 · Pion blanc sur case blanche e4 · Pion blanc sur case noire a3 · Fou blanc sur case noire e3 · Pion blanc sur case blanche f3 · Pion blanc sur case noire b2 · Pion blanc sur case blanche c2 · Fou blanc sur case blanche e2 · Pion blanc sur case blanche g2 · Pion blanc sur case noire h2 · Tour blanche sur case noire a1 · Dame blanche sur case blanche d1 · Tour blanche sur case blanche f1 · Roi blanc sur case blanche h1 | Tour noire sur case blanche a8 · Roi noir sur case blanche e8 · Fou noir sur case noire f8 · Tour noire sur case noire h8 · Fou noir sur case blanche b7 · Dame noire sur case noire c7 · Pion noir sur case blanche f7 · Pion noir sur case noire g7 · Pion noir sur case blanche h7 · Pion noir sur case blanche e6 · Cavalier noir sur case noire f6 · Cavalier noir sur case noire a5 · Cavalier blanc sur case blanche b5 · Pion noir sur case blanche d5 · Pion blanc sur case blanche e4 · Pion blanc sur case noire a3 · Fou blanc sur case noire e3 · Pion blanc sur case blanche f3 · Pion blanc sur case noire b2 · Pion blanc sur case blanche c2 · Fou blanc sur case blanche e2 · Pion blanc sur case blanche g2 · Pion blanc sur case noire h2 · Tour blanche sur case noire a1 · Dame blanche sur case blanche d1 · Tour blanche sur case blanche f1 · Roi blanc sur case blanche h1 | Tour noire sur case blanche a8 · Roi noir sur case blanche e8 · Fou noir sur case noire f8 · Tour noire sur case noire h8 · Fou noir sur case blanche b7 · Dame noire sur case noire c7 · Pion noir sur case blanche f7 · Pion noir sur case noire g7 · Pion noir sur case blanche h7 · Pion noir sur case blanche e6 · Cavalier noir sur case noire f6 · Cavalier noir sur case noire a5 · Cavalier blanc sur case blanche b5 · Pion noir sur case blanche d5 · Pion blanc sur case blanche e4 · Pion blanc sur case noire a3 · Fou blanc sur case noire e3 · Pion blanc sur case blanche f3 · Pion blanc sur case noire b2 · Pion blanc sur case blanche c2 · Fou blanc sur case blanche e2 · Pion blanc sur case blanche g2 · Pion blanc sur case noire h2 · Tour blanche sur case noire a1 · Dame blanche sur case blanche d1 · Tour blanche sur case blanche f1 · Roi blanc sur case blanche h1 | Tour noire sur case blanche a8 · Roi noir sur case blanche e8 · Fou noir sur case noire f8 · Tour noire sur case noire h8 · Fou noir sur case blanche b7 · Dame noire sur case noire c7 · Pion noir sur case blanche f7 · Pion noir sur case noire g7 · Pion noir sur case blanche h7 · Pion noir sur case blanche e6 · Cavalier noir sur case noire f6 · Cavalier noir sur case noire a5 · Cavalier blanc sur case blanche b5 · Pion noir sur case blanche d5 · Pion blanc sur case blanche e4 · Pion blanc sur case noire a3 · Fou blanc sur case noire e3 · Pion blanc sur case blanche f3 · Pion blanc sur case noire b2 · Pion blanc sur case blanche c2 · Fou blanc sur case blanche e2 · Pion blanc sur case blanche g2 · Pion blanc sur case noire h2 · Tour blanche sur case noire a1 · Dame blanche sur case blanche d1 · Tour blanche sur case blanche f1 · Roi blanc sur case blanche h1 | Tour noire sur case blanche a8 · Roi noir sur case blanche e8 · Fou noir sur case noire f8 · Tour noire sur case noire h8 · Fou noir sur case blanche b7 · Dame noire sur case noire c7 · Pion noir sur case blanche f7 · Pion noir sur case noire g7 · Pion noir sur case blanche h7 · Pion noir sur case blanche e6 · Cavalier noir sur case noire f6 · Cavalier noir sur case noire a5 · Cavalier blanc sur case blanche b5 · Pion noir sur case blanche d5 · Pion blanc sur case blanche e4 · Pion blanc sur case noire a3 · Fou blanc sur case noire e3 · Pion blanc sur case blanche f3 · Pion blanc sur case noire b2 · Pion blanc sur case blanche c2 · Fou blanc sur case blanche e2 · Pion blanc sur case blanche g2 · Pion blanc sur case noire h2 · Tour blanche sur case noire a1 · Dame blanche sur case blanche d1 · Tour blanche sur case blanche f1 · Roi blanc sur case blanche h1 | Tour noire sur case blanche a8 · Roi noir sur case blanche e8 · Fou noir sur case noire f8 · Tour noire sur case noire h8 · Fou noir sur case blanche b7 · Dame noire sur case noire c7 · Pion noir sur case blanche f7 · Pion noir sur case noire g7 · Pion noir sur case blanche h7 · Pion noir sur case blanche e6 · Cavalier noir sur case noire f6 · Cavalier noir sur case noire a5 · Cavalier blanc sur case blanche b5 · Pion noir sur case blanche d5 · Pion blanc sur case blanche e4 · Pion blanc sur case noire a3 · Fou blanc sur case noire e3 · Pion blanc sur case blanche f3 · Pion blanc sur case noire b2 · Pion blanc sur case blanche c2 · Fou blanc sur case blanche e2 · Pion blanc sur case blanche g2 · Pion blanc sur case noire h2 · Tour blanche sur case noire a1 · Dame blanche sur case blanche d1 · Tour blanche sur case blanche f1 · Roi blanc sur case blanche h1 | 6 |
| 5 | Tour noire sur case blanche a8 · Roi noir sur case blanche e8 · Fou noir sur case noire f8 · Tour noire sur case noire h8 · Fou noir sur case blanche b7 · Dame noire sur case noire c7 · Pion noir sur case blanche f7 · Pion noir sur case noire g7 · Pion noir sur case blanche h7 · Pion noir sur case blanche e6 · Cavalier noir sur case noire f6 · Cavalier noir sur case noire a5 · Cavalier blanc sur case blanche b5 · Pion noir sur case blanche d5 · Pion blanc sur case blanche e4 · Pion blanc sur case noire a3 · Fou blanc sur case noire e3 · Pion blanc sur case blanche f3 · Pion blanc sur case noire b2 · Pion blanc sur case blanche c2 · Fou blanc sur case blanche e2 · Pion blanc sur case blanche g2 · Pion blanc sur case noire h2 · Tour blanche sur case noire a1 · Dame blanche sur case blanche d1 · Tour blanche sur case blanche f1 · Roi blanc sur case blanche h1 | Tour noire sur case blanche a8 · Roi noir sur case blanche e8 · Fou noir sur case noire f8 · Tour noire sur case noire h8 · Fou noir sur case blanche b7 · Dame noire sur case noire c7 · Pion noir sur case blanche f7 · Pion noir sur case noire g7 · Pion noir sur case blanche h7 · Pion noir sur case blanche e6 · Cavalier noir sur case noire f6 · Cavalier noir sur case noire a5 · Cavalier blanc sur case blanche b5 · Pion noir sur case blanche d5 · Pion blanc sur case blanche e4 · Pion blanc sur case noire a3 · Fou blanc sur case noire e3 · Pion blanc sur case blanche f3 · Pion blanc sur case noire b2 · Pion blanc sur case blanche c2 · Fou blanc sur case blanche e2 · Pion blanc sur case blanche g2 · Pion blanc sur case noire h2 · Tour blanche sur case noire a1 · Dame blanche sur case blanche d1 · Tour blanche sur case blanche f1 · Roi blanc sur case blanche h1 | Tour noire sur case blanche a8 · Roi noir sur case blanche e8 · Fou noir sur case noire f8 · Tour noire sur case noire h8 · Fou noir sur case blanche b7 · Dame noire sur case noire c7 · Pion noir sur case blanche f7 · Pion noir sur case noire g7 · Pion noir sur case blanche h7 · Pion noir sur case blanche e6 · Cavalier noir sur case noire f6 · Cavalier noir sur case noire a5 · Cavalier blanc sur case blanche b5 · Pion noir sur case blanche d5 · Pion blanc sur case blanche e4 · Pion blanc sur case noire a3 · Fou blanc sur case noire e3 · Pion blanc sur case blanche f3 · Pion blanc sur case noire b2 · Pion blanc sur case blanche c2 · Fou blanc sur case blanche e2 · Pion blanc sur case blanche g2 · Pion blanc sur case noire h2 · Tour blanche sur case noire a1 · Dame blanche sur case blanche d1 · Tour blanche sur case blanche f1 · Roi blanc sur case blanche h1 | Tour noire sur case blanche a8 · Roi noir sur case blanche e8 · Fou noir sur case noire f8 · Tour noire sur case noire h8 · Fou noir sur case blanche b7 · Dame noire sur case noire c7 · Pion noir sur case blanche f7 · Pion noir sur case noire g7 · Pion noir sur case blanche h7 · Pion noir sur case blanche e6 · Cavalier noir sur case noire f6 · Cavalier noir sur case noire a5 · Cavalier blanc sur case blanche b5 · Pion noir sur case blanche d5 · Pion blanc sur case blanche e4 · Pion blanc sur case noire a3 · Fou blanc sur case noire e3 · Pion blanc sur case blanche f3 · Pion blanc sur case noire b2 · Pion blanc sur case blanche c2 · Fou blanc sur case blanche e2 · Pion blanc sur case blanche g2 · Pion blanc sur case noire h2 · Tour blanche sur case noire a1 · Dame blanche sur case blanche d1 · Tour blanche sur case blanche f1 · Roi blanc sur case blanche h1 | Tour noire sur case blanche a8 · Roi noir sur case blanche e8 · Fou noir sur case noire f8 · Tour noire sur case noire h8 · Fou noir sur case blanche b7 · Dame noire sur case noire c7 · Pion noir sur case blanche f7 · Pion noir sur case noire g7 · Pion noir sur case blanche h7 · Pion noir sur case blanche e6 · Cavalier noir sur case noire f6 · Cavalier noir sur case noire a5 · Cavalier blanc sur case blanche b5 · Pion noir sur case blanche d5 · Pion blanc sur case blanche e4 · Pion blanc sur case noire a3 · Fou blanc sur case noire e3 · Pion blanc sur case blanche f3 · Pion blanc sur case noire b2 · Pion blanc sur case blanche c2 · Fou blanc sur case blanche e2 · Pion blanc sur case blanche g2 · Pion blanc sur case noire h2 · Tour blanche sur case noire a1 · Dame blanche sur case blanche d1 · Tour blanche sur case blanche f1 · Roi blanc sur case blanche h1 | Tour noire sur case blanche a8 · Roi noir sur case blanche e8 · Fou noir sur case noire f8 · Tour noire sur case noire h8 · Fou noir sur case blanche b7 · Dame noire sur case noire c7 · Pion noir sur case blanche f7 · Pion noir sur case noire g7 · Pion noir sur case blanche h7 · Pion noir sur case blanche e6 · Cavalier noir sur case noire f6 · Cavalier noir sur case noire a5 · Cavalier blanc sur case blanche b5 · Pion noir sur case blanche d5 · Pion blanc sur case blanche e4 · Pion blanc sur case noire a3 · Fou blanc sur case noire e3 · Pion blanc sur case blanche f3 · Pion blanc sur case noire b2 · Pion blanc sur case blanche c2 · Fou blanc sur case blanche e2 · Pion blanc sur case blanche g2 · Pion blanc sur case noire h2 · Tour blanche sur case noire a1 · Dame blanche sur case blanche d1 · Tour blanche sur case blanche f1 · Roi blanc sur case blanche h1 | Tour noire sur case blanche a8 · Roi noir sur case blanche e8 · Fou noir sur case noire f8 · Tour noire sur case noire h8 · Fou noir sur case blanche b7 · Dame noire sur case noire c7 · Pion noir sur case blanche f7 · Pion noir sur case noire g7 · Pion noir sur case blanche h7 · Pion noir sur case blanche e6 · Cavalier noir sur case noire f6 · Cavalier noir sur case noire a5 · Cavalier blanc sur case blanche b5 · Pion noir sur case blanche d5 · Pion blanc sur case blanche e4 · Pion blanc sur case noire a3 · Fou blanc sur case noire e3 · Pion blanc sur case blanche f3 · Pion blanc sur case noire b2 · Pion blanc sur case blanche c2 · Fou blanc sur case blanche e2 · Pion blanc sur case blanche g2 · Pion blanc sur case noire h2 · Tour blanche sur case noire a1 · Dame blanche sur case blanche d1 · Tour blanche sur case blanche f1 · Roi blanc sur case blanche h1 | Tour noire sur case blanche a8 · Roi noir sur case blanche e8 · Fou noir sur case noire f8 · Tour noire sur case noire h8 · Fou noir sur case blanche b7 · Dame noire sur case noire c7 · Pion noir sur case blanche f7 · Pion noir sur case noire g7 · Pion noir sur case blanche h7 · Pion noir sur case blanche e6 · Cavalier noir sur case noire f6 · Cavalier noir sur case noire a5 · Cavalier blanc sur case blanche b5 · Pion noir sur case blanche d5 · Pion blanc sur case blanche e4 · Pion blanc sur case noire a3 · Fou blanc sur case noire e3 · Pion blanc sur case blanche f3 · Pion blanc sur case noire b2 · Pion blanc sur case blanche c2 · Fou blanc sur case blanche e2 · Pion blanc sur case blanche g2 · Pion blanc sur case noire h2 · Tour blanche sur case noire a1 · Dame blanche sur case blanche d1 · Tour blanche sur case blanche f1 · Roi blanc sur case blanche h1 | 5 |
| 4 | Tour noire sur case blanche a8 · Roi noir sur case blanche e8 · Fou noir sur case noire f8 · Tour noire sur case noire h8 · Fou noir sur case blanche b7 · Dame noire sur case noire c7 · Pion noir sur case blanche f7 · Pion noir sur case noire g7 · Pion noir sur case blanche h7 · Pion noir sur case blanche e6 · Cavalier noir sur case noire f6 · Cavalier noir sur case noire a5 · Cavalier blanc sur case blanche b5 · Pion noir sur case blanche d5 · Pion blanc sur case blanche e4 · Pion blanc sur case noire a3 · Fou blanc sur case noire e3 · Pion blanc sur case blanche f3 · Pion blanc sur case noire b2 · Pion blanc sur case blanche c2 · Fou blanc sur case blanche e2 · Pion blanc sur case blanche g2 · Pion blanc sur case noire h2 · Tour blanche sur case noire a1 · Dame blanche sur case blanche d1 · Tour blanche sur case blanche f1 · Roi blanc sur case blanche h1 | Tour noire sur case blanche a8 · Roi noir sur case blanche e8 · Fou noir sur case noire f8 · Tour noire sur case noire h8 · Fou noir sur case blanche b7 · Dame noire sur case noire c7 · Pion noir sur case blanche f7 · Pion noir sur case noire g7 · Pion noir sur case blanche h7 · Pion noir sur case blanche e6 · Cavalier noir sur case noire f6 · Cavalier noir sur case noire a5 · Cavalier blanc sur case blanche b5 · Pion noir sur case blanche d5 · Pion blanc sur case blanche e4 · Pion blanc sur case noire a3 · Fou blanc sur case noire e3 · Pion blanc sur case blanche f3 · Pion blanc sur case noire b2 · Pion blanc sur case blanche c2 · Fou blanc sur case blanche e2 · Pion blanc sur case blanche g2 · Pion blanc sur case noire h2 · Tour blanche sur case noire a1 · Dame blanche sur case blanche d1 · Tour blanche sur case blanche f1 · Roi blanc sur case blanche h1 | Tour noire sur case blanche a8 · Roi noir sur case blanche e8 · Fou noir sur case noire f8 · Tour noire sur case noire h8 · Fou noir sur case blanche b7 · Dame noire sur case noire c7 · Pion noir sur case blanche f7 · Pion noir sur case noire g7 · Pion noir sur case blanche h7 · Pion noir sur case blanche e6 · Cavalier noir sur case noire f6 · Cavalier noir sur case noire a5 · Cavalier blanc sur case blanche b5 · Pion noir sur case blanche d5 · Pion blanc sur case blanche e4 · Pion blanc sur case noire a3 · Fou blanc sur case noire e3 · Pion blanc sur case blanche f3 · Pion blanc sur case noire b2 · Pion blanc sur case blanche c2 · Fou blanc sur case blanche e2 · Pion blanc sur case blanche g2 · Pion blanc sur case noire h2 · Tour blanche sur case noire a1 · Dame blanche sur case blanche d1 · Tour blanche sur case blanche f1 · Roi blanc sur case blanche h1 | Tour noire sur case blanche a8 · Roi noir sur case blanche e8 · Fou noir sur case noire f8 · Tour noire sur case noire h8 · Fou noir sur case blanche b7 · Dame noire sur case noire c7 · Pion noir sur case blanche f7 · Pion noir sur case noire g7 · Pion noir sur case blanche h7 · Pion noir sur case blanche e6 · Cavalier noir sur case noire f6 · Cavalier noir sur case noire a5 · Cavalier blanc sur case blanche b5 · Pion noir sur case blanche d5 · Pion blanc sur case blanche e4 · Pion blanc sur case noire a3 · Fou blanc sur case noire e3 · Pion blanc sur case blanche f3 · Pion blanc sur case noire b2 · Pion blanc sur case blanche c2 · Fou blanc sur case blanche e2 · Pion blanc sur case blanche g2 · Pion blanc sur case noire h2 · Tour blanche sur case noire a1 · Dame blanche sur case blanche d1 · Tour blanche sur case blanche f1 · Roi blanc sur case blanche h1 | Tour noire sur case blanche a8 · Roi noir sur case blanche e8 · Fou noir sur case noire f8 · Tour noire sur case noire h8 · Fou noir sur case blanche b7 · Dame noire sur case noire c7 · Pion noir sur case blanche f7 · Pion noir sur case noire g7 · Pion noir sur case blanche h7 · Pion noir sur case blanche e6 · Cavalier noir sur case noire f6 · Cavalier noir sur case noire a5 · Cavalier blanc sur case blanche b5 · Pion noir sur case blanche d5 · Pion blanc sur case blanche e4 · Pion blanc sur case noire a3 · Fou blanc sur case noire e3 · Pion blanc sur case blanche f3 · Pion blanc sur case noire b2 · Pion blanc sur case blanche c2 · Fou blanc sur case blanche e2 · Pion blanc sur case blanche g2 · Pion blanc sur case noire h2 · Tour blanche sur case noire a1 · Dame blanche sur case blanche d1 · Tour blanche sur case blanche f1 · Roi blanc sur case blanche h1 | Tour noire sur case blanche a8 · Roi noir sur case blanche e8 · Fou noir sur case noire f8 · Tour noire sur case noire h8 · Fou noir sur case blanche b7 · Dame noire sur case noire c7 · Pion noir sur case blanche f7 · Pion noir sur case noire g7 · Pion noir sur case blanche h7 · Pion noir sur case blanche e6 · Cavalier noir sur case noire f6 · Cavalier noir sur case noire a5 · Cavalier blanc sur case blanche b5 · Pion noir sur case blanche d5 · Pion blanc sur case blanche e4 · Pion blanc sur case noire a3 · Fou blanc sur case noire e3 · Pion blanc sur case blanche f3 · Pion blanc sur case noire b2 · Pion blanc sur case blanche c2 · Fou blanc sur case blanche e2 · Pion blanc sur case blanche g2 · Pion blanc sur case noire h2 · Tour blanche sur case noire a1 · Dame blanche sur case blanche d1 · Tour blanche sur case blanche f1 · Roi blanc sur case blanche h1 | Tour noire sur case blanche a8 · Roi noir sur case blanche e8 · Fou noir sur case noire f8 · Tour noire sur case noire h8 · Fou noir sur case blanche b7 · Dame noire sur case noire c7 · Pion noir sur case blanche f7 · Pion noir sur case noire g7 · Pion noir sur case blanche h7 · Pion noir sur case blanche e6 · Cavalier noir sur case noire f6 · Cavalier noir sur case noire a5 · Cavalier blanc sur case blanche b5 · Pion noir sur case blanche d5 · Pion blanc sur case blanche e4 · Pion blanc sur case noire a3 · Fou blanc sur case noire e3 · Pion blanc sur case blanche f3 · Pion blanc sur case noire b2 · Pion blanc sur case blanche c2 · Fou blanc sur case blanche e2 · Pion blanc sur case blanche g2 · Pion blanc sur case noire h2 · Tour blanche sur case noire a1 · Dame blanche sur case blanche d1 · Tour blanche sur case blanche f1 · Roi blanc sur case blanche h1 | Tour noire sur case blanche a8 · Roi noir sur case blanche e8 · Fou noir sur case noire f8 · Tour noire sur case noire h8 · Fou noir sur case blanche b7 · Dame noire sur case noire c7 · Pion noir sur case blanche f7 · Pion noir sur case noire g7 · Pion noir sur case blanche h7 · Pion noir sur case blanche e6 · Cavalier noir sur case noire f6 · Cavalier noir sur case noire a5 · Cavalier blanc sur case blanche b5 · Pion noir sur case blanche d5 · Pion blanc sur case blanche e4 · Pion blanc sur case noire a3 · Fou blanc sur case noire e3 · Pion blanc sur case blanche f3 · Pion blanc sur case noire b2 · Pion blanc sur case blanche c2 · Fou blanc sur case blanche e2 · Pion blanc sur case blanche g2 · Pion blanc sur case noire h2 · Tour blanche sur case noire a1 · Dame blanche sur case blanche d1 · Tour blanche sur case blanche f1 · Roi blanc sur case blanche h1 | 4 |
| 3 | Tour noire sur case blanche a8 · Roi noir sur case blanche e8 · Fou noir sur case noire f8 · Tour noire sur case noire h8 · Fou noir sur case blanche b7 · Dame noire sur case noire c7 · Pion noir sur case blanche f7 · Pion noir sur case noire g7 · Pion noir sur case blanche h7 · Pion noir sur case blanche e6 · Cavalier noir sur case noire f6 · Cavalier noir sur case noire a5 · Cavalier blanc sur case blanche b5 · Pion noir sur case blanche d5 · Pion blanc sur case blanche e4 · Pion blanc sur case noire a3 · Fou blanc sur case noire e3 · Pion blanc sur case blanche f3 · Pion blanc sur case noire b2 · Pion blanc sur case blanche c2 · Fou blanc sur case blanche e2 · Pion blanc sur case blanche g2 · Pion blanc sur case noire h2 · Tour blanche sur case noire a1 · Dame blanche sur case blanche d1 · Tour blanche sur case blanche f1 · Roi blanc sur case blanche h1 | Tour noire sur case blanche a8 · Roi noir sur case blanche e8 · Fou noir sur case noire f8 · Tour noire sur case noire h8 · Fou noir sur case blanche b7 · Dame noire sur case noire c7 · Pion noir sur case blanche f7 · Pion noir sur case noire g7 · Pion noir sur case blanche h7 · Pion noir sur case blanche e6 · Cavalier noir sur case noire f6 · Cavalier noir sur case noire a5 · Cavalier blanc sur case blanche b5 · Pion noir sur case blanche d5 · Pion blanc sur case blanche e4 · Pion blanc sur case noire a3 · Fou blanc sur case noire e3 · Pion blanc sur case blanche f3 · Pion blanc sur case noire b2 · Pion blanc sur case blanche c2 · Fou blanc sur case blanche e2 · Pion blanc sur case blanche g2 · Pion blanc sur case noire h2 · Tour blanche sur case noire a1 · Dame blanche sur case blanche d1 · Tour blanche sur case blanche f1 · Roi blanc sur case blanche h1 | Tour noire sur case blanche a8 · Roi noir sur case blanche e8 · Fou noir sur case noire f8 · Tour noire sur case noire h8 · Fou noir sur case blanche b7 · Dame noire sur case noire c7 · Pion noir sur case blanche f7 · Pion noir sur case noire g7 · Pion noir sur case blanche h7 · Pion noir sur case blanche e6 · Cavalier noir sur case noire f6 · Cavalier noir sur case noire a5 · Cavalier blanc sur case blanche b5 · Pion noir sur case blanche d5 · Pion blanc sur case blanche e4 · Pion blanc sur case noire a3 · Fou blanc sur case noire e3 · Pion blanc sur case blanche f3 · Pion blanc sur case noire b2 · Pion blanc sur case blanche c2 · Fou blanc sur case blanche e2 · Pion blanc sur case blanche g2 · Pion blanc sur case noire h2 · Tour blanche sur case noire a1 · Dame blanche sur case blanche d1 · Tour blanche sur case blanche f1 · Roi blanc sur case blanche h1 | Tour noire sur case blanche a8 · Roi noir sur case blanche e8 · Fou noir sur case noire f8 · Tour noire sur case noire h8 · Fou noir sur case blanche b7 · Dame noire sur case noire c7 · Pion noir sur case blanche f7 · Pion noir sur case noire g7 · Pion noir sur case blanche h7 · Pion noir sur case blanche e6 · Cavalier noir sur case noire f6 · Cavalier noir sur case noire a5 · Cavalier blanc sur case blanche b5 · Pion noir sur case blanche d5 · Pion blanc sur case blanche e4 · Pion blanc sur case noire a3 · Fou blanc sur case noire e3 · Pion blanc sur case blanche f3 · Pion blanc sur case noire b2 · Pion blanc sur case blanche c2 · Fou blanc sur case blanche e2 · Pion blanc sur case blanche g2 · Pion blanc sur case noire h2 · Tour blanche sur case noire a1 · Dame blanche sur case blanche d1 · Tour blanche sur case blanche f1 · Roi blanc sur case blanche h1 | Tour noire sur case blanche a8 · Roi noir sur case blanche e8 · Fou noir sur case noire f8 · Tour noire sur case noire h8 · Fou noir sur case blanche b7 · Dame noire sur case noire c7 · Pion noir sur case blanche f7 · Pion noir sur case noire g7 · Pion noir sur case blanche h7 · Pion noir sur case blanche e6 · Cavalier noir sur case noire f6 · Cavalier noir sur case noire a5 · Cavalier blanc sur case blanche b5 · Pion noir sur case blanche d5 · Pion blanc sur case blanche e4 · Pion blanc sur case noire a3 · Fou blanc sur case noire e3 · Pion blanc sur case blanche f3 · Pion blanc sur case noire b2 · Pion blanc sur case blanche c2 · Fou blanc sur case blanche e2 · Pion blanc sur case blanche g2 · Pion blanc sur case noire h2 · Tour blanche sur case noire a1 · Dame blanche sur case blanche d1 · Tour blanche sur case blanche f1 · Roi blanc sur case blanche h1 | Tour noire sur case blanche a8 · Roi noir sur case blanche e8 · Fou noir sur case noire f8 · Tour noire sur case noire h8 · Fou noir sur case blanche b7 · Dame noire sur case noire c7 · Pion noir sur case blanche f7 · Pion noir sur case noire g7 · Pion noir sur case blanche h7 · Pion noir sur case blanche e6 · Cavalier noir sur case noire f6 · Cavalier noir sur case noire a5 · Cavalier blanc sur case blanche b5 · Pion noir sur case blanche d5 · Pion blanc sur case blanche e4 · Pion blanc sur case noire a3 · Fou blanc sur case noire e3 · Pion blanc sur case blanche f3 · Pion blanc sur case noire b2 · Pion blanc sur case blanche c2 · Fou blanc sur case blanche e2 · Pion blanc sur case blanche g2 · Pion blanc sur case noire h2 · Tour blanche sur case noire a1 · Dame blanche sur case blanche d1 · Tour blanche sur case blanche f1 · Roi blanc sur case blanche h1 | Tour noire sur case blanche a8 · Roi noir sur case blanche e8 · Fou noir sur case noire f8 · Tour noire sur case noire h8 · Fou noir sur case blanche b7 · Dame noire sur case noire c7 · Pion noir sur case blanche f7 · Pion noir sur case noire g7 · Pion noir sur case blanche h7 · Pion noir sur case blanche e6 · Cavalier noir sur case noire f6 · Cavalier noir sur case noire a5 · Cavalier blanc sur case blanche b5 · Pion noir sur case blanche d5 · Pion blanc sur case blanche e4 · Pion blanc sur case noire a3 · Fou blanc sur case noire e3 · Pion blanc sur case blanche f3 · Pion blanc sur case noire b2 · Pion blanc sur case blanche c2 · Fou blanc sur case blanche e2 · Pion blanc sur case blanche g2 · Pion blanc sur case noire h2 · Tour blanche sur case noire a1 · Dame blanche sur case blanche d1 · Tour blanche sur case blanche f1 · Roi blanc sur case blanche h1 | Tour noire sur case blanche a8 · Roi noir sur case blanche e8 · Fou noir sur case noire f8 · Tour noire sur case noire h8 · Fou noir sur case blanche b7 · Dame noire sur case noire c7 · Pion noir sur case blanche f7 · Pion noir sur case noire g7 · Pion noir sur case blanche h7 · Pion noir sur case blanche e6 · Cavalier noir sur case noire f6 · Cavalier noir sur case noire a5 · Cavalier blanc sur case blanche b5 · Pion noir sur case blanche d5 · Pion blanc sur case blanche e4 · Pion blanc sur case noire a3 · Fou blanc sur case noire e3 · Pion blanc sur case blanche f3 · Pion blanc sur case noire b2 · Pion blanc sur case blanche c2 · Fou blanc sur case blanche e2 · Pion blanc sur case blanche g2 · Pion blanc sur case noire h2 · Tour blanche sur case noire a1 · Dame blanche sur case blanche d1 · Tour blanche sur case blanche f1 · Roi blanc sur case blanche h1 | 3 |
| 2 | Tour noire sur case blanche a8 · Roi noir sur case blanche e8 · Fou noir sur case noire f8 · Tour noire sur case noire h8 · Fou noir sur case blanche b7 · Dame noire sur case noire c7 · Pion noir sur case blanche f7 · Pion noir sur case noire g7 · Pion noir sur case blanche h7 · Pion noir sur case blanche e6 · Cavalier noir sur case noire f6 · Cavalier noir sur case noire a5 · Cavalier blanc sur case blanche b5 · Pion noir sur case blanche d5 · Pion blanc sur case blanche e4 · Pion blanc sur case noire a3 · Fou blanc sur case noire e3 · Pion blanc sur case blanche f3 · Pion blanc sur case noire b2 · Pion blanc sur case blanche c2 · Fou blanc sur case blanche e2 · Pion blanc sur case blanche g2 · Pion blanc sur case noire h2 · Tour blanche sur case noire a1 · Dame blanche sur case blanche d1 · Tour blanche sur case blanche f1 · Roi blanc sur case blanche h1 | Tour noire sur case blanche a8 · Roi noir sur case blanche e8 · Fou noir sur case noire f8 · Tour noire sur case noire h8 · Fou noir sur case blanche b7 · Dame noire sur case noire c7 · Pion noir sur case blanche f7 · Pion noir sur case noire g7 · Pion noir sur case blanche h7 · Pion noir sur case blanche e6 · Cavalier noir sur case noire f6 · Cavalier noir sur case noire a5 · Cavalier blanc sur case blanche b5 · Pion noir sur case blanche d5 · Pion blanc sur case blanche e4 · Pion blanc sur case noire a3 · Fou blanc sur case noire e3 · Pion blanc sur case blanche f3 · Pion blanc sur case noire b2 · Pion blanc sur case blanche c2 · Fou blanc sur case blanche e2 · Pion blanc sur case blanche g2 · Pion blanc sur case noire h2 · Tour blanche sur case noire a1 · Dame blanche sur case blanche d1 · Tour blanche sur case blanche f1 · Roi blanc sur case blanche h1 | Tour noire sur case blanche a8 · Roi noir sur case blanche e8 · Fou noir sur case noire f8 · Tour noire sur case noire h8 · Fou noir sur case blanche b7 · Dame noire sur case noire c7 · Pion noir sur case blanche f7 · Pion noir sur case noire g7 · Pion noir sur case blanche h7 · Pion noir sur case blanche e6 · Cavalier noir sur case noire f6 · Cavalier noir sur case noire a5 · Cavalier blanc sur case blanche b5 · Pion noir sur case blanche d5 · Pion blanc sur case blanche e4 · Pion blanc sur case noire a3 · Fou blanc sur case noire e3 · Pion blanc sur case blanche f3 · Pion blanc sur case noire b2 · Pion blanc sur case blanche c2 · Fou blanc sur case blanche e2 · Pion blanc sur case blanche g2 · Pion blanc sur case noire h2 · Tour blanche sur case noire a1 · Dame blanche sur case blanche d1 · Tour blanche sur case blanche f1 · Roi blanc sur case blanche h1 | Tour noire sur case blanche a8 · Roi noir sur case blanche e8 · Fou noir sur case noire f8 · Tour noire sur case noire h8 · Fou noir sur case blanche b7 · Dame noire sur case noire c7 · Pion noir sur case blanche f7 · Pion noir sur case noire g7 · Pion noir sur case blanche h7 · Pion noir sur case blanche e6 · Cavalier noir sur case noire f6 · Cavalier noir sur case noire a5 · Cavalier blanc sur case blanche b5 · Pion noir sur case blanche d5 · Pion blanc sur case blanche e4 · Pion blanc sur case noire a3 · Fou blanc sur case noire e3 · Pion blanc sur case blanche f3 · Pion blanc sur case noire b2 · Pion blanc sur case blanche c2 · Fou blanc sur case blanche e2 · Pion blanc sur case blanche g2 · Pion blanc sur case noire h2 · Tour blanche sur case noire a1 · Dame blanche sur case blanche d1 · Tour blanche sur case blanche f1 · Roi blanc sur case blanche h1 | Tour noire sur case blanche a8 · Roi noir sur case blanche e8 · Fou noir sur case noire f8 · Tour noire sur case noire h8 · Fou noir sur case blanche b7 · Dame noire sur case noire c7 · Pion noir sur case blanche f7 · Pion noir sur case noire g7 · Pion noir sur case blanche h7 · Pion noir sur case blanche e6 · Cavalier noir sur case noire f6 · Cavalier noir sur case noire a5 · Cavalier blanc sur case blanche b5 · Pion noir sur case blanche d5 · Pion blanc sur case blanche e4 · Pion blanc sur case noire a3 · Fou blanc sur case noire e3 · Pion blanc sur case blanche f3 · Pion blanc sur case noire b2 · Pion blanc sur case blanche c2 · Fou blanc sur case blanche e2 · Pion blanc sur case blanche g2 · Pion blanc sur case noire h2 · Tour blanche sur case noire a1 · Dame blanche sur case blanche d1 · Tour blanche sur case blanche f1 · Roi blanc sur case blanche h1 | Tour noire sur case blanche a8 · Roi noir sur case blanche e8 · Fou noir sur case noire f8 · Tour noire sur case noire h8 · Fou noir sur case blanche b7 · Dame noire sur case noire c7 · Pion noir sur case blanche f7 · Pion noir sur case noire g7 · Pion noir sur case blanche h7 · Pion noir sur case blanche e6 · Cavalier noir sur case noire f6 · Cavalier noir sur case noire a5 · Cavalier blanc sur case blanche b5 · Pion noir sur case blanche d5 · Pion blanc sur case blanche e4 · Pion blanc sur case noire a3 · Fou blanc sur case noire e3 · Pion blanc sur case blanche f3 · Pion blanc sur case noire b2 · Pion blanc sur case blanche c2 · Fou blanc sur case blanche e2 · Pion blanc sur case blanche g2 · Pion blanc sur case noire h2 · Tour blanche sur case noire a1 · Dame blanche sur case blanche d1 · Tour blanche sur case blanche f1 · Roi blanc sur case blanche h1 | Tour noire sur case blanche a8 · Roi noir sur case blanche e8 · Fou noir sur case noire f8 · Tour noire sur case noire h8 · Fou noir sur case blanche b7 · Dame noire sur case noire c7 · Pion noir sur case blanche f7 · Pion noir sur case noire g7 · Pion noir sur case blanche h7 · Pion noir sur case blanche e6 · Cavalier noir sur case noire f6 · Cavalier noir sur case noire a5 · Cavalier blanc sur case blanche b5 · Pion noir sur case blanche d5 · Pion blanc sur case blanche e4 · Pion blanc sur case noire a3 · Fou blanc sur case noire e3 · Pion blanc sur case blanche f3 · Pion blanc sur case noire b2 · Pion blanc sur case blanche c2 · Fou blanc sur case blanche e2 · Pion blanc sur case blanche g2 · Pion blanc sur case noire h2 · Tour blanche sur case noire a1 · Dame blanche sur case blanche d1 · Tour blanche sur case blanche f1 · Roi blanc sur case blanche h1 | Tour noire sur case blanche a8 · Roi noir sur case blanche e8 · Fou noir sur case noire f8 · Tour noire sur case noire h8 · Fou noir sur case blanche b7 · Dame noire sur case noire c7 · Pion noir sur case blanche f7 · Pion noir sur case noire g7 · Pion noir sur case blanche h7 · Pion noir sur case blanche e6 · Cavalier noir sur case noire f6 · Cavalier noir sur case noire a5 · Cavalier blanc sur case blanche b5 · Pion noir sur case blanche d5 · Pion blanc sur case blanche e4 · Pion blanc sur case noire a3 · Fou blanc sur case noire e3 · Pion blanc sur case blanche f3 · Pion blanc sur case noire b2 · Pion blanc sur case blanche c2 · Fou blanc sur case blanche e2 · Pion blanc sur case blanche g2 · Pion blanc sur case noire h2 · Tour blanche sur case noire a1 · Dame blanche sur case blanche d1 · Tour blanche sur case blanche f1 · Roi blanc sur case blanche h1 | 2 |
| 1 | Tour noire sur case blanche a8 · Roi noir sur case blanche e8 · Fou noir sur case noire f8 · Tour noire sur case noire h8 · Fou noir sur case blanche b7 · Dame noire sur case noire c7 · Pion noir sur case blanche f7 · Pion noir sur case noire g7 · Pion noir sur case blanche h7 · Pion noir sur case blanche e6 · Cavalier noir sur case noire f6 · Cavalier noir sur case noire a5 · Cavalier blanc sur case blanche b5 · Pion noir sur case blanche d5 · Pion blanc sur case blanche e4 · Pion blanc sur case noire a3 · Fou blanc sur case noire e3 · Pion blanc sur case blanche f3 · Pion blanc sur case noire b2 · Pion blanc sur case blanche c2 · Fou blanc sur case blanche e2 · Pion blanc sur case blanche g2 · Pion blanc sur case noire h2 · Tour blanche sur case noire a1 · Dame blanche sur case blanche d1 · Tour blanche sur case blanche f1 · Roi blanc sur case blanche h1 | Tour noire sur case blanche a8 · Roi noir sur case blanche e8 · Fou noir sur case noire f8 · Tour noire sur case noire h8 · Fou noir sur case blanche b7 · Dame noire sur case noire c7 · Pion noir sur case blanche f7 · Pion noir sur case noire g7 · Pion noir sur case blanche h7 · Pion noir sur case blanche e6 · Cavalier noir sur case noire f6 · Cavalier noir sur case noire a5 · Cavalier blanc sur case blanche b5 · Pion noir sur case blanche d5 · Pion blanc sur case blanche e4 · Pion blanc sur case noire a3 · Fou blanc sur case noire e3 · Pion blanc sur case blanche f3 · Pion blanc sur case noire b2 · Pion blanc sur case blanche c2 · Fou blanc sur case blanche e2 · Pion blanc sur case blanche g2 · Pion blanc sur case noire h2 · Tour blanche sur case noire a1 · Dame blanche sur case blanche d1 · Tour blanche sur case blanche f1 · Roi blanc sur case blanche h1 | Tour noire sur case blanche a8 · Roi noir sur case blanche e8 · Fou noir sur case noire f8 · Tour noire sur case noire h8 · Fou noir sur case blanche b7 · Dame noire sur case noire c7 · Pion noir sur case blanche f7 · Pion noir sur case noire g7 · Pion noir sur case blanche h7 · Pion noir sur case blanche e6 · Cavalier noir sur case noire f6 · Cavalier noir sur case noire a5 · Cavalier blanc sur case blanche b5 · Pion noir sur case blanche d5 · Pion blanc sur case blanche e4 · Pion blanc sur case noire a3 · Fou blanc sur case noire e3 · Pion blanc sur case blanche f3 · Pion blanc sur case noire b2 · Pion blanc sur case blanche c2 · Fou blanc sur case blanche e2 · Pion blanc sur case blanche g2 · Pion blanc sur case noire h2 · Tour blanche sur case noire a1 · Dame blanche sur case blanche d1 · Tour blanche sur case blanche f1 · Roi blanc sur case blanche h1 | Tour noire sur case blanche a8 · Roi noir sur case blanche e8 · Fou noir sur case noire f8 · Tour noire sur case noire h8 · Fou noir sur case blanche b7 · Dame noire sur case noire c7 · Pion noir sur case blanche f7 · Pion noir sur case noire g7 · Pion noir sur case blanche h7 · Pion noir sur case blanche e6 · Cavalier noir sur case noire f6 · Cavalier noir sur case noire a5 · Cavalier blanc sur case blanche b5 · Pion noir sur case blanche d5 · Pion blanc sur case blanche e4 · Pion blanc sur case noire a3 · Fou blanc sur case noire e3 · Pion blanc sur case blanche f3 · Pion blanc sur case noire b2 · Pion blanc sur case blanche c2 · Fou blanc sur case blanche e2 · Pion blanc sur case blanche g2 · Pion blanc sur case noire h2 · Tour blanche sur case noire a1 · Dame blanche sur case blanche d1 · Tour blanche sur case blanche f1 · Roi blanc sur case blanche h1 | Tour noire sur case blanche a8 · Roi noir sur case blanche e8 · Fou noir sur case noire f8 · Tour noire sur case noire h8 · Fou noir sur case blanche b7 · Dame noire sur case noire c7 · Pion noir sur case blanche f7 · Pion noir sur case noire g7 · Pion noir sur case blanche h7 · Pion noir sur case blanche e6 · Cavalier noir sur case noire f6 · Cavalier noir sur case noire a5 · Cavalier blanc sur case blanche b5 · Pion noir sur case blanche d5 · Pion blanc sur case blanche e4 · Pion blanc sur case noire a3 · Fou blanc sur case noire e3 · Pion blanc sur case blanche f3 · Pion blanc sur case noire b2 · Pion blanc sur case blanche c2 · Fou blanc sur case blanche e2 · Pion blanc sur case blanche g2 · Pion blanc sur case noire h2 · Tour blanche sur case noire a1 · Dame blanche sur case blanche d1 · Tour blanche sur case blanche f1 · Roi blanc sur case blanche h1 | Tour noire sur case blanche a8 · Roi noir sur case blanche e8 · Fou noir sur case noire f8 · Tour noire sur case noire h8 · Fou noir sur case blanche b7 · Dame noire sur case noire c7 · Pion noir sur case blanche f7 · Pion noir sur case noire g7 · Pion noir sur case blanche h7 · Pion noir sur case blanche e6 · Cavalier noir sur case noire f6 · Cavalier noir sur case noire a5 · Cavalier blanc sur case blanche b5 · Pion noir sur case blanche d5 · Pion blanc sur case blanche e4 · Pion blanc sur case noire a3 · Fou blanc sur case noire e3 · Pion blanc sur case blanche f3 · Pion blanc sur case noire b2 · Pion blanc sur case blanche c2 · Fou blanc sur case blanche e2 · Pion blanc sur case blanche g2 · Pion blanc sur case noire h2 · Tour blanche sur case noire a1 · Dame blanche sur case blanche d1 · Tour blanche sur case blanche f1 · Roi blanc sur case blanche h1 | Tour noire sur case blanche a8 · Roi noir sur case blanche e8 · Fou noir sur case noire f8 · Tour noire sur case noire h8 · Fou noir sur case blanche b7 · Dame noire sur case noire c7 · Pion noir sur case blanche f7 · Pion noir sur case noire g7 · Pion noir sur case blanche h7 · Pion noir sur case blanche e6 · Cavalier noir sur case noire f6 · Cavalier noir sur case noire a5 · Cavalier blanc sur case blanche b5 · Pion noir sur case blanche d5 · Pion blanc sur case blanche e4 · Pion blanc sur case noire a3 · Fou blanc sur case noire e3 · Pion blanc sur case blanche f3 · Pion blanc sur case noire b2 · Pion blanc sur case blanche c2 · Fou blanc sur case blanche e2 · Pion blanc sur case blanche g2 · Pion blanc sur case noire h2 · Tour blanche sur case noire a1 · Dame blanche sur case blanche d1 · Tour blanche sur case blanche f1 · Roi blanc sur case blanche h1 | Tour noire sur case blanche a8 · Roi noir sur case blanche e8 · Fou noir sur case noire f8 · Tour noire sur case noire h8 · Fou noir sur case blanche b7 · Dame noire sur case noire c7 · Pion noir sur case blanche f7 · Pion noir sur case noire g7 · Pion noir sur case blanche h7 · Pion noir sur case blanche e6 · Cavalier noir sur case noire f6 · Cavalier noir sur case noire a5 · Cavalier blanc sur case blanche b5 · Pion noir sur case blanche d5 · Pion blanc sur case blanche e4 · Pion blanc sur case noire a3 · Fou blanc sur case noire e3 · Pion blanc sur case blanche f3 · Pion blanc sur case noire b2 · Pion blanc sur case blanche c2 · Fou blanc sur case blanche e2 · Pion blanc sur case blanche g2 · Pion blanc sur case noire h2 · Tour blanche sur case noire a1 · Dame blanche sur case blanche d1 · Tour blanche sur case blanche f1 · Roi blanc sur case blanche h1 | 1 |
|   | a | b | c | d | e | f | g | h |   |

|   | a | b | c | d | e | f | g | h |   |
| 8 | Tour noire sur case blanche e8 · Roi noir sur case blanche g8 · Pion noir sur case blanche f7 · Pion noir sur case noire g7 · Pion noir sur case blanche h7 · Fou noir sur case blanche c6 · Tour blanche sur case noire d6 · Dame noire sur case blanche e6 · Pion blanc sur case noire a5 · Dame blanche sur case noire c5 · Pion blanc sur case noire b4 · Fou noir sur case noire h4 · Fou blanc sur case noire c3 · Cavalier noir sur case noire e3 · Tour blanche sur case noire b2 · Pion blanc sur case blanche g2 · Pion blanc sur case noire h2 · Roi blanc sur case blanche h1 | Tour noire sur case blanche e8 · Roi noir sur case blanche g8 · Pion noir sur case blanche f7 · Pion noir sur case noire g7 · Pion noir sur case blanche h7 · Fou noir sur case blanche c6 · Tour blanche sur case noire d6 · Dame noire sur case blanche e6 · Pion blanc sur case noire a5 · Dame blanche sur case noire c5 · Pion blanc sur case noire b4 · Fou noir sur case noire h4 · Fou blanc sur case noire c3 · Cavalier noir sur case noire e3 · Tour blanche sur case noire b2 · Pion blanc sur case blanche g2 · Pion blanc sur case noire h2 · Roi blanc sur case blanche h1 | Tour noire sur case blanche e8 · Roi noir sur case blanche g8 · Pion noir sur case blanche f7 · Pion noir sur case noire g7 · Pion noir sur case blanche h7 · Fou noir sur case blanche c6 · Tour blanche sur case noire d6 · Dame noire sur case blanche e6 · Pion blanc sur case noire a5 · Dame blanche sur case noire c5 · Pion blanc sur case noire b4 · Fou noir sur case noire h4 · Fou blanc sur case noire c3 · Cavalier noir sur case noire e3 · Tour blanche sur case noire b2 · Pion blanc sur case blanche g2 · Pion blanc sur case noire h2 · Roi blanc sur case blanche h1 | Tour noire sur case blanche e8 · Roi noir sur case blanche g8 · Pion noir sur case blanche f7 · Pion noir sur case noire g7 · Pion noir sur case blanche h7 · Fou noir sur case blanche c6 · Tour blanche sur case noire d6 · Dame noire sur case blanche e6 · Pion blanc sur case noire a5 · Dame blanche sur case noire c5 · Pion blanc sur case noire b4 · Fou noir sur case noire h4 · Fou blanc sur case noire c3 · Cavalier noir sur case noire e3 · Tour blanche sur case noire b2 · Pion blanc sur case blanche g2 · Pion blanc sur case noire h2 · Roi blanc sur case blanche h1 | Tour noire sur case blanche e8 · Roi noir sur case blanche g8 · Pion noir sur case blanche f7 · Pion noir sur case noire g7 · Pion noir sur case blanche h7 · Fou noir sur case blanche c6 · Tour blanche sur case noire d6 · Dame noire sur case blanche e6 · Pion blanc sur case noire a5 · Dame blanche sur case noire c5 · Pion blanc sur case noire b4 · Fou noir sur case noire h4 · Fou blanc sur case noire c3 · Cavalier noir sur case noire e3 · Tour blanche sur case noire b2 · Pion blanc sur case blanche g2 · Pion blanc sur case noire h2 · Roi blanc sur case blanche h1 | Tour noire sur case blanche e8 · Roi noir sur case blanche g8 · Pion noir sur case blanche f7 · Pion noir sur case noire g7 · Pion noir sur case blanche h7 · Fou noir sur case blanche c6 · Tour blanche sur case noire d6 · Dame noire sur case blanche e6 · Pion blanc sur case noire a5 · Dame blanche sur case noire c5 · Pion blanc sur case noire b4 · Fou noir sur case noire h4 · Fou blanc sur case noire c3 · Cavalier noir sur case noire e3 · Tour blanche sur case noire b2 · Pion blanc sur case blanche g2 · Pion blanc sur case noire h2 · Roi blanc sur case blanche h1 | Tour noire sur case blanche e8 · Roi noir sur case blanche g8 · Pion noir sur case blanche f7 · Pion noir sur case noire g7 · Pion noir sur case blanche h7 · Fou noir sur case blanche c6 · Tour blanche sur case noire d6 · Dame noire sur case blanche e6 · Pion blanc sur case noire a5 · Dame blanche sur case noire c5 · Pion blanc sur case noire b4 · Fou noir sur case noire h4 · Fou blanc sur case noire c3 · Cavalier noir sur case noire e3 · Tour blanche sur case noire b2 · Pion blanc sur case blanche g2 · Pion blanc sur case noire h2 · Roi blanc sur case blanche h1 | Tour noire sur case blanche e8 · Roi noir sur case blanche g8 · Pion noir sur case blanche f7 · Pion noir sur case noire g7 · Pion noir sur case blanche h7 · Fou noir sur case blanche c6 · Tour blanche sur case noire d6 · Dame noire sur case blanche e6 · Pion blanc sur case noire a5 · Dame blanche sur case noire c5 · Pion blanc sur case noire b4 · Fou noir sur case noire h4 · Fou blanc sur case noire c3 · Cavalier noir sur case noire e3 · Tour blanche sur case noire b2 · Pion blanc sur case blanche g2 · Pion blanc sur case noire h2 · Roi blanc sur case blanche h1 | 8 |
| 7 | Tour noire sur case blanche e8 · Roi noir sur case blanche g8 · Pion noir sur case blanche f7 · Pion noir sur case noire g7 · Pion noir sur case blanche h7 · Fou noir sur case blanche c6 · Tour blanche sur case noire d6 · Dame noire sur case blanche e6 · Pion blanc sur case noire a5 · Dame blanche sur case noire c5 · Pion blanc sur case noire b4 · Fou noir sur case noire h4 · Fou blanc sur case noire c3 · Cavalier noir sur case noire e3 · Tour blanche sur case noire b2 · Pion blanc sur case blanche g2 · Pion blanc sur case noire h2 · Roi blanc sur case blanche h1 | Tour noire sur case blanche e8 · Roi noir sur case blanche g8 · Pion noir sur case blanche f7 · Pion noir sur case noire g7 · Pion noir sur case blanche h7 · Fou noir sur case blanche c6 · Tour blanche sur case noire d6 · Dame noire sur case blanche e6 · Pion blanc sur case noire a5 · Dame blanche sur case noire c5 · Pion blanc sur case noire b4 · Fou noir sur case noire h4 · Fou blanc sur case noire c3 · Cavalier noir sur case noire e3 · Tour blanche sur case noire b2 · Pion blanc sur case blanche g2 · Pion blanc sur case noire h2 · Roi blanc sur case blanche h1 | Tour noire sur case blanche e8 · Roi noir sur case blanche g8 · Pion noir sur case blanche f7 · Pion noir sur case noire g7 · Pion noir sur case blanche h7 · Fou noir sur case blanche c6 · Tour blanche sur case noire d6 · Dame noire sur case blanche e6 · Pion blanc sur case noire a5 · Dame blanche sur case noire c5 · Pion blanc sur case noire b4 · Fou noir sur case noire h4 · Fou blanc sur case noire c3 · Cavalier noir sur case noire e3 · Tour blanche sur case noire b2 · Pion blanc sur case blanche g2 · Pion blanc sur case noire h2 · Roi blanc sur case blanche h1 | Tour noire sur case blanche e8 · Roi noir sur case blanche g8 · Pion noir sur case blanche f7 · Pion noir sur case noire g7 · Pion noir sur case blanche h7 · Fou noir sur case blanche c6 · Tour blanche sur case noire d6 · Dame noire sur case blanche e6 · Pion blanc sur case noire a5 · Dame blanche sur case noire c5 · Pion blanc sur case noire b4 · Fou noir sur case noire h4 · Fou blanc sur case noire c3 · Cavalier noir sur case noire e3 · Tour blanche sur case noire b2 · Pion blanc sur case blanche g2 · Pion blanc sur case noire h2 · Roi blanc sur case blanche h1 | Tour noire sur case blanche e8 · Roi noir sur case blanche g8 · Pion noir sur case blanche f7 · Pion noir sur case noire g7 · Pion noir sur case blanche h7 · Fou noir sur case blanche c6 · Tour blanche sur case noire d6 · Dame noire sur case blanche e6 · Pion blanc sur case noire a5 · Dame blanche sur case noire c5 · Pion blanc sur case noire b4 · Fou noir sur case noire h4 · Fou blanc sur case noire c3 · Cavalier noir sur case noire e3 · Tour blanche sur case noire b2 · Pion blanc sur case blanche g2 · Pion blanc sur case noire h2 · Roi blanc sur case blanche h1 | Tour noire sur case blanche e8 · Roi noir sur case blanche g8 · Pion noir sur case blanche f7 · Pion noir sur case noire g7 · Pion noir sur case blanche h7 · Fou noir sur case blanche c6 · Tour blanche sur case noire d6 · Dame noire sur case blanche e6 · Pion blanc sur case noire a5 · Dame blanche sur case noire c5 · Pion blanc sur case noire b4 · Fou noir sur case noire h4 · Fou blanc sur case noire c3 · Cavalier noir sur case noire e3 · Tour blanche sur case noire b2 · Pion blanc sur case blanche g2 · Pion blanc sur case noire h2 · Roi blanc sur case blanche h1 | Tour noire sur case blanche e8 · Roi noir sur case blanche g8 · Pion noir sur case blanche f7 · Pion noir sur case noire g7 · Pion noir sur case blanche h7 · Fou noir sur case blanche c6 · Tour blanche sur case noire d6 · Dame noire sur case blanche e6 · Pion blanc sur case noire a5 · Dame blanche sur case noire c5 · Pion blanc sur case noire b4 · Fou noir sur case noire h4 · Fou blanc sur case noire c3 · Cavalier noir sur case noire e3 · Tour blanche sur case noire b2 · Pion blanc sur case blanche g2 · Pion blanc sur case noire h2 · Roi blanc sur case blanche h1 | Tour noire sur case blanche e8 · Roi noir sur case blanche g8 · Pion noir sur case blanche f7 · Pion noir sur case noire g7 · Pion noir sur case blanche h7 · Fou noir sur case blanche c6 · Tour blanche sur case noire d6 · Dame noire sur case blanche e6 · Pion blanc sur case noire a5 · Dame blanche sur case noire c5 · Pion blanc sur case noire b4 · Fou noir sur case noire h4 · Fou blanc sur case noire c3 · Cavalier noir sur case noire e3 · Tour blanche sur case noire b2 · Pion blanc sur case blanche g2 · Pion blanc sur case noire h2 · Roi blanc sur case blanche h1 | 7 |
| 6 | Tour noire sur case blanche e8 · Roi noir sur case blanche g8 · Pion noir sur case blanche f7 · Pion noir sur case noire g7 · Pion noir sur case blanche h7 · Fou noir sur case blanche c6 · Tour blanche sur case noire d6 · Dame noire sur case blanche e6 · Pion blanc sur case noire a5 · Dame blanche sur case noire c5 · Pion blanc sur case noire b4 · Fou noir sur case noire h4 · Fou blanc sur case noire c3 · Cavalier noir sur case noire e3 · Tour blanche sur case noire b2 · Pion blanc sur case blanche g2 · Pion blanc sur case noire h2 · Roi blanc sur case blanche h1 | Tour noire sur case blanche e8 · Roi noir sur case blanche g8 · Pion noir sur case blanche f7 · Pion noir sur case noire g7 · Pion noir sur case blanche h7 · Fou noir sur case blanche c6 · Tour blanche sur case noire d6 · Dame noire sur case blanche e6 · Pion blanc sur case noire a5 · Dame blanche sur case noire c5 · Pion blanc sur case noire b4 · Fou noir sur case noire h4 · Fou blanc sur case noire c3 · Cavalier noir sur case noire e3 · Tour blanche sur case noire b2 · Pion blanc sur case blanche g2 · Pion blanc sur case noire h2 · Roi blanc sur case blanche h1 | Tour noire sur case blanche e8 · Roi noir sur case blanche g8 · Pion noir sur case blanche f7 · Pion noir sur case noire g7 · Pion noir sur case blanche h7 · Fou noir sur case blanche c6 · Tour blanche sur case noire d6 · Dame noire sur case blanche e6 · Pion blanc sur case noire a5 · Dame blanche sur case noire c5 · Pion blanc sur case noire b4 · Fou noir sur case noire h4 · Fou blanc sur case noire c3 · Cavalier noir sur case noire e3 · Tour blanche sur case noire b2 · Pion blanc sur case blanche g2 · Pion blanc sur case noire h2 · Roi blanc sur case blanche h1 | Tour noire sur case blanche e8 · Roi noir sur case blanche g8 · Pion noir sur case blanche f7 · Pion noir sur case noire g7 · Pion noir sur case blanche h7 · Fou noir sur case blanche c6 · Tour blanche sur case noire d6 · Dame noire sur case blanche e6 · Pion blanc sur case noire a5 · Dame blanche sur case noire c5 · Pion blanc sur case noire b4 · Fou noir sur case noire h4 · Fou blanc sur case noire c3 · Cavalier noir sur case noire e3 · Tour blanche sur case noire b2 · Pion blanc sur case blanche g2 · Pion blanc sur case noire h2 · Roi blanc sur case blanche h1 | Tour noire sur case blanche e8 · Roi noir sur case blanche g8 · Pion noir sur case blanche f7 · Pion noir sur case noire g7 · Pion noir sur case blanche h7 · Fou noir sur case blanche c6 · Tour blanche sur case noire d6 · Dame noire sur case blanche e6 · Pion blanc sur case noire a5 · Dame blanche sur case noire c5 · Pion blanc sur case noire b4 · Fou noir sur case noire h4 · Fou blanc sur case noire c3 · Cavalier noir sur case noire e3 · Tour blanche sur case noire b2 · Pion blanc sur case blanche g2 · Pion blanc sur case noire h2 · Roi blanc sur case blanche h1 | Tour noire sur case blanche e8 · Roi noir sur case blanche g8 · Pion noir sur case blanche f7 · Pion noir sur case noire g7 · Pion noir sur case blanche h7 · Fou noir sur case blanche c6 · Tour blanche sur case noire d6 · Dame noire sur case blanche e6 · Pion blanc sur case noire a5 · Dame blanche sur case noire c5 · Pion blanc sur case noire b4 · Fou noir sur case noire h4 · Fou blanc sur case noire c3 · Cavalier noir sur case noire e3 · Tour blanche sur case noire b2 · Pion blanc sur case blanche g2 · Pion blanc sur case noire h2 · Roi blanc sur case blanche h1 | Tour noire sur case blanche e8 · Roi noir sur case blanche g8 · Pion noir sur case blanche f7 · Pion noir sur case noire g7 · Pion noir sur case blanche h7 · Fou noir sur case blanche c6 · Tour blanche sur case noire d6 · Dame noire sur case blanche e6 · Pion blanc sur case noire a5 · Dame blanche sur case noire c5 · Pion blanc sur case noire b4 · Fou noir sur case noire h4 · Fou blanc sur case noire c3 · Cavalier noir sur case noire e3 · Tour blanche sur case noire b2 · Pion blanc sur case blanche g2 · Pion blanc sur case noire h2 · Roi blanc sur case blanche h1 | Tour noire sur case blanche e8 · Roi noir sur case blanche g8 · Pion noir sur case blanche f7 · Pion noir sur case noire g7 · Pion noir sur case blanche h7 · Fou noir sur case blanche c6 · Tour blanche sur case noire d6 · Dame noire sur case blanche e6 · Pion blanc sur case noire a5 · Dame blanche sur case noire c5 · Pion blanc sur case noire b4 · Fou noir sur case noire h4 · Fou blanc sur case noire c3 · Cavalier noir sur case noire e3 · Tour blanche sur case noire b2 · Pion blanc sur case blanche g2 · Pion blanc sur case noire h2 · Roi blanc sur case blanche h1 | 6 |
| 5 | Tour noire sur case blanche e8 · Roi noir sur case blanche g8 · Pion noir sur case blanche f7 · Pion noir sur case noire g7 · Pion noir sur case blanche h7 · Fou noir sur case blanche c6 · Tour blanche sur case noire d6 · Dame noire sur case blanche e6 · Pion blanc sur case noire a5 · Dame blanche sur case noire c5 · Pion blanc sur case noire b4 · Fou noir sur case noire h4 · Fou blanc sur case noire c3 · Cavalier noir sur case noire e3 · Tour blanche sur case noire b2 · Pion blanc sur case blanche g2 · Pion blanc sur case noire h2 · Roi blanc sur case blanche h1 | Tour noire sur case blanche e8 · Roi noir sur case blanche g8 · Pion noir sur case blanche f7 · Pion noir sur case noire g7 · Pion noir sur case blanche h7 · Fou noir sur case blanche c6 · Tour blanche sur case noire d6 · Dame noire sur case blanche e6 · Pion blanc sur case noire a5 · Dame blanche sur case noire c5 · Pion blanc sur case noire b4 · Fou noir sur case noire h4 · Fou blanc sur case noire c3 · Cavalier noir sur case noire e3 · Tour blanche sur case noire b2 · Pion blanc sur case blanche g2 · Pion blanc sur case noire h2 · Roi blanc sur case blanche h1 | Tour noire sur case blanche e8 · Roi noir sur case blanche g8 · Pion noir sur case blanche f7 · Pion noir sur case noire g7 · Pion noir sur case blanche h7 · Fou noir sur case blanche c6 · Tour blanche sur case noire d6 · Dame noire sur case blanche e6 · Pion blanc sur case noire a5 · Dame blanche sur case noire c5 · Pion blanc sur case noire b4 · Fou noir sur case noire h4 · Fou blanc sur case noire c3 · Cavalier noir sur case noire e3 · Tour blanche sur case noire b2 · Pion blanc sur case blanche g2 · Pion blanc sur case noire h2 · Roi blanc sur case blanche h1 | Tour noire sur case blanche e8 · Roi noir sur case blanche g8 · Pion noir sur case blanche f7 · Pion noir sur case noire g7 · Pion noir sur case blanche h7 · Fou noir sur case blanche c6 · Tour blanche sur case noire d6 · Dame noire sur case blanche e6 · Pion blanc sur case noire a5 · Dame blanche sur case noire c5 · Pion blanc sur case noire b4 · Fou noir sur case noire h4 · Fou blanc sur case noire c3 · Cavalier noir sur case noire e3 · Tour blanche sur case noire b2 · Pion blanc sur case blanche g2 · Pion blanc sur case noire h2 · Roi blanc sur case blanche h1 | Tour noire sur case blanche e8 · Roi noir sur case blanche g8 · Pion noir sur case blanche f7 · Pion noir sur case noire g7 · Pion noir sur case blanche h7 · Fou noir sur case blanche c6 · Tour blanche sur case noire d6 · Dame noire sur case blanche e6 · Pion blanc sur case noire a5 · Dame blanche sur case noire c5 · Pion blanc sur case noire b4 · Fou noir sur case noire h4 · Fou blanc sur case noire c3 · Cavalier noir sur case noire e3 · Tour blanche sur case noire b2 · Pion blanc sur case blanche g2 · Pion blanc sur case noire h2 · Roi blanc sur case blanche h1 | Tour noire sur case blanche e8 · Roi noir sur case blanche g8 · Pion noir sur case blanche f7 · Pion noir sur case noire g7 · Pion noir sur case blanche h7 · Fou noir sur case blanche c6 · Tour blanche sur case noire d6 · Dame noire sur case blanche e6 · Pion blanc sur case noire a5 · Dame blanche sur case noire c5 · Pion blanc sur case noire b4 · Fou noir sur case noire h4 · Fou blanc sur case noire c3 · Cavalier noir sur case noire e3 · Tour blanche sur case noire b2 · Pion blanc sur case blanche g2 · Pion blanc sur case noire h2 · Roi blanc sur case blanche h1 | Tour noire sur case blanche e8 · Roi noir sur case blanche g8 · Pion noir sur case blanche f7 · Pion noir sur case noire g7 · Pion noir sur case blanche h7 · Fou noir sur case blanche c6 · Tour blanche sur case noire d6 · Dame noire sur case blanche e6 · Pion blanc sur case noire a5 · Dame blanche sur case noire c5 · Pion blanc sur case noire b4 · Fou noir sur case noire h4 · Fou blanc sur case noire c3 · Cavalier noir sur case noire e3 · Tour blanche sur case noire b2 · Pion blanc sur case blanche g2 · Pion blanc sur case noire h2 · Roi blanc sur case blanche h1 | Tour noire sur case blanche e8 · Roi noir sur case blanche g8 · Pion noir sur case blanche f7 · Pion noir sur case noire g7 · Pion noir sur case blanche h7 · Fou noir sur case blanche c6 · Tour blanche sur case noire d6 · Dame noire sur case blanche e6 · Pion blanc sur case noire a5 · Dame blanche sur case noire c5 · Pion blanc sur case noire b4 · Fou noir sur case noire h4 · Fou blanc sur case noire c3 · Cavalier noir sur case noire e3 · Tour blanche sur case noire b2 · Pion blanc sur case blanche g2 · Pion blanc sur case noire h2 · Roi blanc sur case blanche h1 | 5 |
| 4 | Tour noire sur case blanche e8 · Roi noir sur case blanche g8 · Pion noir sur case blanche f7 · Pion noir sur case noire g7 · Pion noir sur case blanche h7 · Fou noir sur case blanche c6 · Tour blanche sur case noire d6 · Dame noire sur case blanche e6 · Pion blanc sur case noire a5 · Dame blanche sur case noire c5 · Pion blanc sur case noire b4 · Fou noir sur case noire h4 · Fou blanc sur case noire c3 · Cavalier noir sur case noire e3 · Tour blanche sur case noire b2 · Pion blanc sur case blanche g2 · Pion blanc sur case noire h2 · Roi blanc sur case blanche h1 | Tour noire sur case blanche e8 · Roi noir sur case blanche g8 · Pion noir sur case blanche f7 · Pion noir sur case noire g7 · Pion noir sur case blanche h7 · Fou noir sur case blanche c6 · Tour blanche sur case noire d6 · Dame noire sur case blanche e6 · Pion blanc sur case noire a5 · Dame blanche sur case noire c5 · Pion blanc sur case noire b4 · Fou noir sur case noire h4 · Fou blanc sur case noire c3 · Cavalier noir sur case noire e3 · Tour blanche sur case noire b2 · Pion blanc sur case blanche g2 · Pion blanc sur case noire h2 · Roi blanc sur case blanche h1 | Tour noire sur case blanche e8 · Roi noir sur case blanche g8 · Pion noir sur case blanche f7 · Pion noir sur case noire g7 · Pion noir sur case blanche h7 · Fou noir sur case blanche c6 · Tour blanche sur case noire d6 · Dame noire sur case blanche e6 · Pion blanc sur case noire a5 · Dame blanche sur case noire c5 · Pion blanc sur case noire b4 · Fou noir sur case noire h4 · Fou blanc sur case noire c3 · Cavalier noir sur case noire e3 · Tour blanche sur case noire b2 · Pion blanc sur case blanche g2 · Pion blanc sur case noire h2 · Roi blanc sur case blanche h1 | Tour noire sur case blanche e8 · Roi noir sur case blanche g8 · Pion noir sur case blanche f7 · Pion noir sur case noire g7 · Pion noir sur case blanche h7 · Fou noir sur case blanche c6 · Tour blanche sur case noire d6 · Dame noire sur case blanche e6 · Pion blanc sur case noire a5 · Dame blanche sur case noire c5 · Pion blanc sur case noire b4 · Fou noir sur case noire h4 · Fou blanc sur case noire c3 · Cavalier noir sur case noire e3 · Tour blanche sur case noire b2 · Pion blanc sur case blanche g2 · Pion blanc sur case noire h2 · Roi blanc sur case blanche h1 | Tour noire sur case blanche e8 · Roi noir sur case blanche g8 · Pion noir sur case blanche f7 · Pion noir sur case noire g7 · Pion noir sur case blanche h7 · Fou noir sur case blanche c6 · Tour blanche sur case noire d6 · Dame noire sur case blanche e6 · Pion blanc sur case noire a5 · Dame blanche sur case noire c5 · Pion blanc sur case noire b4 · Fou noir sur case noire h4 · Fou blanc sur case noire c3 · Cavalier noir sur case noire e3 · Tour blanche sur case noire b2 · Pion blanc sur case blanche g2 · Pion blanc sur case noire h2 · Roi blanc sur case blanche h1 | Tour noire sur case blanche e8 · Roi noir sur case blanche g8 · Pion noir sur case blanche f7 · Pion noir sur case noire g7 · Pion noir sur case blanche h7 · Fou noir sur case blanche c6 · Tour blanche sur case noire d6 · Dame noire sur case blanche e6 · Pion blanc sur case noire a5 · Dame blanche sur case noire c5 · Pion blanc sur case noire b4 · Fou noir sur case noire h4 · Fou blanc sur case noire c3 · Cavalier noir sur case noire e3 · Tour blanche sur case noire b2 · Pion blanc sur case blanche g2 · Pion blanc sur case noire h2 · Roi blanc sur case blanche h1 | Tour noire sur case blanche e8 · Roi noir sur case blanche g8 · Pion noir sur case blanche f7 · Pion noir sur case noire g7 · Pion noir sur case blanche h7 · Fou noir sur case blanche c6 · Tour blanche sur case noire d6 · Dame noire sur case blanche e6 · Pion blanc sur case noire a5 · Dame blanche sur case noire c5 · Pion blanc sur case noire b4 · Fou noir sur case noire h4 · Fou blanc sur case noire c3 · Cavalier noir sur case noire e3 · Tour blanche sur case noire b2 · Pion blanc sur case blanche g2 · Pion blanc sur case noire h2 · Roi blanc sur case blanche h1 | Tour noire sur case blanche e8 · Roi noir sur case blanche g8 · Pion noir sur case blanche f7 · Pion noir sur case noire g7 · Pion noir sur case blanche h7 · Fou noir sur case blanche c6 · Tour blanche sur case noire d6 · Dame noire sur case blanche e6 · Pion blanc sur case noire a5 · Dame blanche sur case noire c5 · Pion blanc sur case noire b4 · Fou noir sur case noire h4 · Fou blanc sur case noire c3 · Cavalier noir sur case noire e3 · Tour blanche sur case noire b2 · Pion blanc sur case blanche g2 · Pion blanc sur case noire h2 · Roi blanc sur case blanche h1 | 4 |
| 3 | Tour noire sur case blanche e8 · Roi noir sur case blanche g8 · Pion noir sur case blanche f7 · Pion noir sur case noire g7 · Pion noir sur case blanche h7 · Fou noir sur case blanche c6 · Tour blanche sur case noire d6 · Dame noire sur case blanche e6 · Pion blanc sur case noire a5 · Dame blanche sur case noire c5 · Pion blanc sur case noire b4 · Fou noir sur case noire h4 · Fou blanc sur case noire c3 · Cavalier noir sur case noire e3 · Tour blanche sur case noire b2 · Pion blanc sur case blanche g2 · Pion blanc sur case noire h2 · Roi blanc sur case blanche h1 | Tour noire sur case blanche e8 · Roi noir sur case blanche g8 · Pion noir sur case blanche f7 · Pion noir sur case noire g7 · Pion noir sur case blanche h7 · Fou noir sur case blanche c6 · Tour blanche sur case noire d6 · Dame noire sur case blanche e6 · Pion blanc sur case noire a5 · Dame blanche sur case noire c5 · Pion blanc sur case noire b4 · Fou noir sur case noire h4 · Fou blanc sur case noire c3 · Cavalier noir sur case noire e3 · Tour blanche sur case noire b2 · Pion blanc sur case blanche g2 · Pion blanc sur case noire h2 · Roi blanc sur case blanche h1 | Tour noire sur case blanche e8 · Roi noir sur case blanche g8 · Pion noir sur case blanche f7 · Pion noir sur case noire g7 · Pion noir sur case blanche h7 · Fou noir sur case blanche c6 · Tour blanche sur case noire d6 · Dame noire sur case blanche e6 · Pion blanc sur case noire a5 · Dame blanche sur case noire c5 · Pion blanc sur case noire b4 · Fou noir sur case noire h4 · Fou blanc sur case noire c3 · Cavalier noir sur case noire e3 · Tour blanche sur case noire b2 · Pion blanc sur case blanche g2 · Pion blanc sur case noire h2 · Roi blanc sur case blanche h1 | Tour noire sur case blanche e8 · Roi noir sur case blanche g8 · Pion noir sur case blanche f7 · Pion noir sur case noire g7 · Pion noir sur case blanche h7 · Fou noir sur case blanche c6 · Tour blanche sur case noire d6 · Dame noire sur case blanche e6 · Pion blanc sur case noire a5 · Dame blanche sur case noire c5 · Pion blanc sur case noire b4 · Fou noir sur case noire h4 · Fou blanc sur case noire c3 · Cavalier noir sur case noire e3 · Tour blanche sur case noire b2 · Pion blanc sur case blanche g2 · Pion blanc sur case noire h2 · Roi blanc sur case blanche h1 | Tour noire sur case blanche e8 · Roi noir sur case blanche g8 · Pion noir sur case blanche f7 · Pion noir sur case noire g7 · Pion noir sur case blanche h7 · Fou noir sur case blanche c6 · Tour blanche sur case noire d6 · Dame noire sur case blanche e6 · Pion blanc sur case noire a5 · Dame blanche sur case noire c5 · Pion blanc sur case noire b4 · Fou noir sur case noire h4 · Fou blanc sur case noire c3 · Cavalier noir sur case noire e3 · Tour blanche sur case noire b2 · Pion blanc sur case blanche g2 · Pion blanc sur case noire h2 · Roi blanc sur case blanche h1 | Tour noire sur case blanche e8 · Roi noir sur case blanche g8 · Pion noir sur case blanche f7 · Pion noir sur case noire g7 · Pion noir sur case blanche h7 · Fou noir sur case blanche c6 · Tour blanche sur case noire d6 · Dame noire sur case blanche e6 · Pion blanc sur case noire a5 · Dame blanche sur case noire c5 · Pion blanc sur case noire b4 · Fou noir sur case noire h4 · Fou blanc sur case noire c3 · Cavalier noir sur case noire e3 · Tour blanche sur case noire b2 · Pion blanc sur case blanche g2 · Pion blanc sur case noire h2 · Roi blanc sur case blanche h1 | Tour noire sur case blanche e8 · Roi noir sur case blanche g8 · Pion noir sur case blanche f7 · Pion noir sur case noire g7 · Pion noir sur case blanche h7 · Fou noir sur case blanche c6 · Tour blanche sur case noire d6 · Dame noire sur case blanche e6 · Pion blanc sur case noire a5 · Dame blanche sur case noire c5 · Pion blanc sur case noire b4 · Fou noir sur case noire h4 · Fou blanc sur case noire c3 · Cavalier noir sur case noire e3 · Tour blanche sur case noire b2 · Pion blanc sur case blanche g2 · Pion blanc sur case noire h2 · Roi blanc sur case blanche h1 | Tour noire sur case blanche e8 · Roi noir sur case blanche g8 · Pion noir sur case blanche f7 · Pion noir sur case noire g7 · Pion noir sur case blanche h7 · Fou noir sur case blanche c6 · Tour blanche sur case noire d6 · Dame noire sur case blanche e6 · Pion blanc sur case noire a5 · Dame blanche sur case noire c5 · Pion blanc sur case noire b4 · Fou noir sur case noire h4 · Fou blanc sur case noire c3 · Cavalier noir sur case noire e3 · Tour blanche sur case noire b2 · Pion blanc sur case blanche g2 · Pion blanc sur case noire h2 · Roi blanc sur case blanche h1 | 3 |
| 2 | Tour noire sur case blanche e8 · Roi noir sur case blanche g8 · Pion noir sur case blanche f7 · Pion noir sur case noire g7 · Pion noir sur case blanche h7 · Fou noir sur case blanche c6 · Tour blanche sur case noire d6 · Dame noire sur case blanche e6 · Pion blanc sur case noire a5 · Dame blanche sur case noire c5 · Pion blanc sur case noire b4 · Fou noir sur case noire h4 · Fou blanc sur case noire c3 · Cavalier noir sur case noire e3 · Tour blanche sur case noire b2 · Pion blanc sur case blanche g2 · Pion blanc sur case noire h2 · Roi blanc sur case blanche h1 | Tour noire sur case blanche e8 · Roi noir sur case blanche g8 · Pion noir sur case blanche f7 · Pion noir sur case noire g7 · Pion noir sur case blanche h7 · Fou noir sur case blanche c6 · Tour blanche sur case noire d6 · Dame noire sur case blanche e6 · Pion blanc sur case noire a5 · Dame blanche sur case noire c5 · Pion blanc sur case noire b4 · Fou noir sur case noire h4 · Fou blanc sur case noire c3 · Cavalier noir sur case noire e3 · Tour blanche sur case noire b2 · Pion blanc sur case blanche g2 · Pion blanc sur case noire h2 · Roi blanc sur case blanche h1 | Tour noire sur case blanche e8 · Roi noir sur case blanche g8 · Pion noir sur case blanche f7 · Pion noir sur case noire g7 · Pion noir sur case blanche h7 · Fou noir sur case blanche c6 · Tour blanche sur case noire d6 · Dame noire sur case blanche e6 · Pion blanc sur case noire a5 · Dame blanche sur case noire c5 · Pion blanc sur case noire b4 · Fou noir sur case noire h4 · Fou blanc sur case noire c3 · Cavalier noir sur case noire e3 · Tour blanche sur case noire b2 · Pion blanc sur case blanche g2 · Pion blanc sur case noire h2 · Roi blanc sur case blanche h1 | Tour noire sur case blanche e8 · Roi noir sur case blanche g8 · Pion noir sur case blanche f7 · Pion noir sur case noire g7 · Pion noir sur case blanche h7 · Fou noir sur case blanche c6 · Tour blanche sur case noire d6 · Dame noire sur case blanche e6 · Pion blanc sur case noire a5 · Dame blanche sur case noire c5 · Pion blanc sur case noire b4 · Fou noir sur case noire h4 · Fou blanc sur case noire c3 · Cavalier noir sur case noire e3 · Tour blanche sur case noire b2 · Pion blanc sur case blanche g2 · Pion blanc sur case noire h2 · Roi blanc sur case blanche h1 | Tour noire sur case blanche e8 · Roi noir sur case blanche g8 · Pion noir sur case blanche f7 · Pion noir sur case noire g7 · Pion noir sur case blanche h7 · Fou noir sur case blanche c6 · Tour blanche sur case noire d6 · Dame noire sur case blanche e6 · Pion blanc sur case noire a5 · Dame blanche sur case noire c5 · Pion blanc sur case noire b4 · Fou noir sur case noire h4 · Fou blanc sur case noire c3 · Cavalier noir sur case noire e3 · Tour blanche sur case noire b2 · Pion blanc sur case blanche g2 · Pion blanc sur case noire h2 · Roi blanc sur case blanche h1 | Tour noire sur case blanche e8 · Roi noir sur case blanche g8 · Pion noir sur case blanche f7 · Pion noir sur case noire g7 · Pion noir sur case blanche h7 · Fou noir sur case blanche c6 · Tour blanche sur case noire d6 · Dame noire sur case blanche e6 · Pion blanc sur case noire a5 · Dame blanche sur case noire c5 · Pion blanc sur case noire b4 · Fou noir sur case noire h4 · Fou blanc sur case noire c3 · Cavalier noir sur case noire e3 · Tour blanche sur case noire b2 · Pion blanc sur case blanche g2 · Pion blanc sur case noire h2 · Roi blanc sur case blanche h1 | Tour noire sur case blanche e8 · Roi noir sur case blanche g8 · Pion noir sur case blanche f7 · Pion noir sur case noire g7 · Pion noir sur case blanche h7 · Fou noir sur case blanche c6 · Tour blanche sur case noire d6 · Dame noire sur case blanche e6 · Pion blanc sur case noire a5 · Dame blanche sur case noire c5 · Pion blanc sur case noire b4 · Fou noir sur case noire h4 · Fou blanc sur case noire c3 · Cavalier noir sur case noire e3 · Tour blanche sur case noire b2 · Pion blanc sur case blanche g2 · Pion blanc sur case noire h2 · Roi blanc sur case blanche h1 | Tour noire sur case blanche e8 · Roi noir sur case blanche g8 · Pion noir sur case blanche f7 · Pion noir sur case noire g7 · Pion noir sur case blanche h7 · Fou noir sur case blanche c6 · Tour blanche sur case noire d6 · Dame noire sur case blanche e6 · Pion blanc sur case noire a5 · Dame blanche sur case noire c5 · Pion blanc sur case noire b4 · Fou noir sur case noire h4 · Fou blanc sur case noire c3 · Cavalier noir sur case noire e3 · Tour blanche sur case noire b2 · Pion blanc sur case blanche g2 · Pion blanc sur case noire h2 · Roi blanc sur case blanche h1 | 2 |
| 1 | Tour noire sur case blanche e8 · Roi noir sur case blanche g8 · Pion noir sur case blanche f7 · Pion noir sur case noire g7 · Pion noir sur case blanche h7 · Fou noir sur case blanche c6 · Tour blanche sur case noire d6 · Dame noire sur case blanche e6 · Pion blanc sur case noire a5 · Dame blanche sur case noire c5 · Pion blanc sur case noire b4 · Fou noir sur case noire h4 · Fou blanc sur case noire c3 · Cavalier noir sur case noire e3 · Tour blanche sur case noire b2 · Pion blanc sur case blanche g2 · Pion blanc sur case noire h2 · Roi blanc sur case blanche h1 | Tour noire sur case blanche e8 · Roi noir sur case blanche g8 · Pion noir sur case blanche f7 · Pion noir sur case noire g7 · Pion noir sur case blanche h7 · Fou noir sur case blanche c6 · Tour blanche sur case noire d6 · Dame noire sur case blanche e6 · Pion blanc sur case noire a5 · Dame blanche sur case noire c5 · Pion blanc sur case noire b4 · Fou noir sur case noire h4 · Fou blanc sur case noire c3 · Cavalier noir sur case noire e3 · Tour blanche sur case noire b2 · Pion blanc sur case blanche g2 · Pion blanc sur case noire h2 · Roi blanc sur case blanche h1 | Tour noire sur case blanche e8 · Roi noir sur case blanche g8 · Pion noir sur case blanche f7 · Pion noir sur case noire g7 · Pion noir sur case blanche h7 · Fou noir sur case blanche c6 · Tour blanche sur case noire d6 · Dame noire sur case blanche e6 · Pion blanc sur case noire a5 · Dame blanche sur case noire c5 · Pion blanc sur case noire b4 · Fou noir sur case noire h4 · Fou blanc sur case noire c3 · Cavalier noir sur case noire e3 · Tour blanche sur case noire b2 · Pion blanc sur case blanche g2 · Pion blanc sur case noire h2 · Roi blanc sur case blanche h1 | Tour noire sur case blanche e8 · Roi noir sur case blanche g8 · Pion noir sur case blanche f7 · Pion noir sur case noire g7 · Pion noir sur case blanche h7 · Fou noir sur case blanche c6 · Tour blanche sur case noire d6 · Dame noire sur case blanche e6 · Pion blanc sur case noire a5 · Dame blanche sur case noire c5 · Pion blanc sur case noire b4 · Fou noir sur case noire h4 · Fou blanc sur case noire c3 · Cavalier noir sur case noire e3 · Tour blanche sur case noire b2 · Pion blanc sur case blanche g2 · Pion blanc sur case noire h2 · Roi blanc sur case blanche h1 | Tour noire sur case blanche e8 · Roi noir sur case blanche g8 · Pion noir sur case blanche f7 · Pion noir sur case noire g7 · Pion noir sur case blanche h7 · Fou noir sur case blanche c6 · Tour blanche sur case noire d6 · Dame noire sur case blanche e6 · Pion blanc sur case noire a5 · Dame blanche sur case noire c5 · Pion blanc sur case noire b4 · Fou noir sur case noire h4 · Fou blanc sur case noire c3 · Cavalier noir sur case noire e3 · Tour blanche sur case noire b2 · Pion blanc sur case blanche g2 · Pion blanc sur case noire h2 · Roi blanc sur case blanche h1 | Tour noire sur case blanche e8 · Roi noir sur case blanche g8 · Pion noir sur case blanche f7 · Pion noir sur case noire g7 · Pion noir sur case blanche h7 · Fou noir sur case blanche c6 · Tour blanche sur case noire d6 · Dame noire sur case blanche e6 · Pion blanc sur case noire a5 · Dame blanche sur case noire c5 · Pion blanc sur case noire b4 · Fou noir sur case noire h4 · Fou blanc sur case noire c3 · Cavalier noir sur case noire e3 · Tour blanche sur case noire b2 · Pion blanc sur case blanche g2 · Pion blanc sur case noire h2 · Roi blanc sur case blanche h1 | Tour noire sur case blanche e8 · Roi noir sur case blanche g8 · Pion noir sur case blanche f7 · Pion noir sur case noire g7 · Pion noir sur case blanche h7 · Fou noir sur case blanche c6 · Tour blanche sur case noire d6 · Dame noire sur case blanche e6 · Pion blanc sur case noire a5 · Dame blanche sur case noire c5 · Pion blanc sur case noire b4 · Fou noir sur case noire h4 · Fou blanc sur case noire c3 · Cavalier noir sur case noire e3 · Tour blanche sur case noire b2 · Pion blanc sur case blanche g2 · Pion blanc sur case noire h2 · Roi blanc sur case blanche h1 | Tour noire sur case blanche e8 · Roi noir sur case blanche g8 · Pion noir sur case blanche f7 · Pion noir sur case noire g7 · Pion noir sur case blanche h7 · Fou noir sur case blanche c6 · Tour blanche sur case noire d6 · Dame noire sur case blanche e6 · Pion blanc sur case noire a5 · Dame blanche sur case noire c5 · Pion blanc sur case noire b4 · Fou noir sur case noire h4 · Fou blanc sur case noire c3 · Cavalier noir sur case noire e3 · Tour blanche sur case noire b2 · Pion blanc sur case blanche g2 · Pion blanc sur case noire h2 · Roi blanc sur case blanche h1 | 1 |
|   | a | b | c | d | e | f | g | h |   |

- Qiyu Zhou (2247) - Toms Kantāns (2496), Stockholm Chess Challenge 2016 : 9e  ronde ; Défense sicilienne, 1–0 . Zhou analyse la partie avec la MIF Svetlana Agrest, commentatrice de l'événement. Une partie de leur discussion est incluse ci-dessous[64],[65] :

1. e4 c5 2. Cf3 Cc6 3. d4 cxd4 4. Cxd4 e6 5. Cc3 Dc7 6. Fe3 a6 7. Fe2 F5 8. a3 Fb7 9. O-O Cf6 10. Rh1 Ca5 11. f3 d5 (Agrest: "Vous avez trouvé un sacrifice intéressant [en échangeant un cavalier contre deux pions]" ) 12. Cdxb5 axb5 13. Cxb5 Dd8 14. Ff4 Tc8 15. Ca7 Fe7 16. Fb5 + Cc6 17. Cxc8 Dxc8 18. exd5 Cxd5 19. Fd2 Ff6 20. c4 Ce7 21. Tb1 O-O 22. F4 Cd4 23. a4 e5 24. De1 Cef5 25. Fc3 Cxb5 26. cxb5 Fh4 27. Dc1 e4 28. fxe4 Fxe4 29. Tb2 Te8 30. a5 Fd3 31. Td1 Fxb5 32. Fd2 De6 33. Dc5 Fc6 34. Fc3 Ce3 (Zhou: "[Kantāns] n'aurait pas dû jouer Ce3. . . Nous recherchions uniquement Fa8 [à la place] " ) 35. Td6 ( Agrest: "Après Td6, ça a l'air difficile." Zhou: "Je pense que [Kantāns] aurait pu opter pour cela [Dc4]. . . Il y avait une finale ici. " ) Td8 (Zhou: "[Dc4] aurait été meilleur que [Td8]." ) 36. Dd4 Ff6 37. Txd8 + Fe8 38. Td6 Fxd4 39. Txe6 fxe6 40. Fxd4 Cc4 41. Ta2 1–0